# Guillaume III (roi des Pays-Bas)
Pour les articles homonymes, voir Guillaume III et Guillaume des Pays-Bas.
Guillaume III, né le 19 février 1817 à Bruxelles et mort le 23 novembre 1890 à Apeldoorn, est roi des Pays-Bas et grand-duc de Luxembourg du 17 mars 1849 au 23 novembre 1890, ainsi que duc de Limbourg jusqu'à l'incorporation du duché de Limbourg aux Pays-Bas en 1866.
Fils de Guillaume II des Pays-Bas et d'Anna Pavlovna de Russie, il est le neveu du tsar Nicolas Ier de Russie.

## Biographie

### La famille royale: espoirs et désespoir

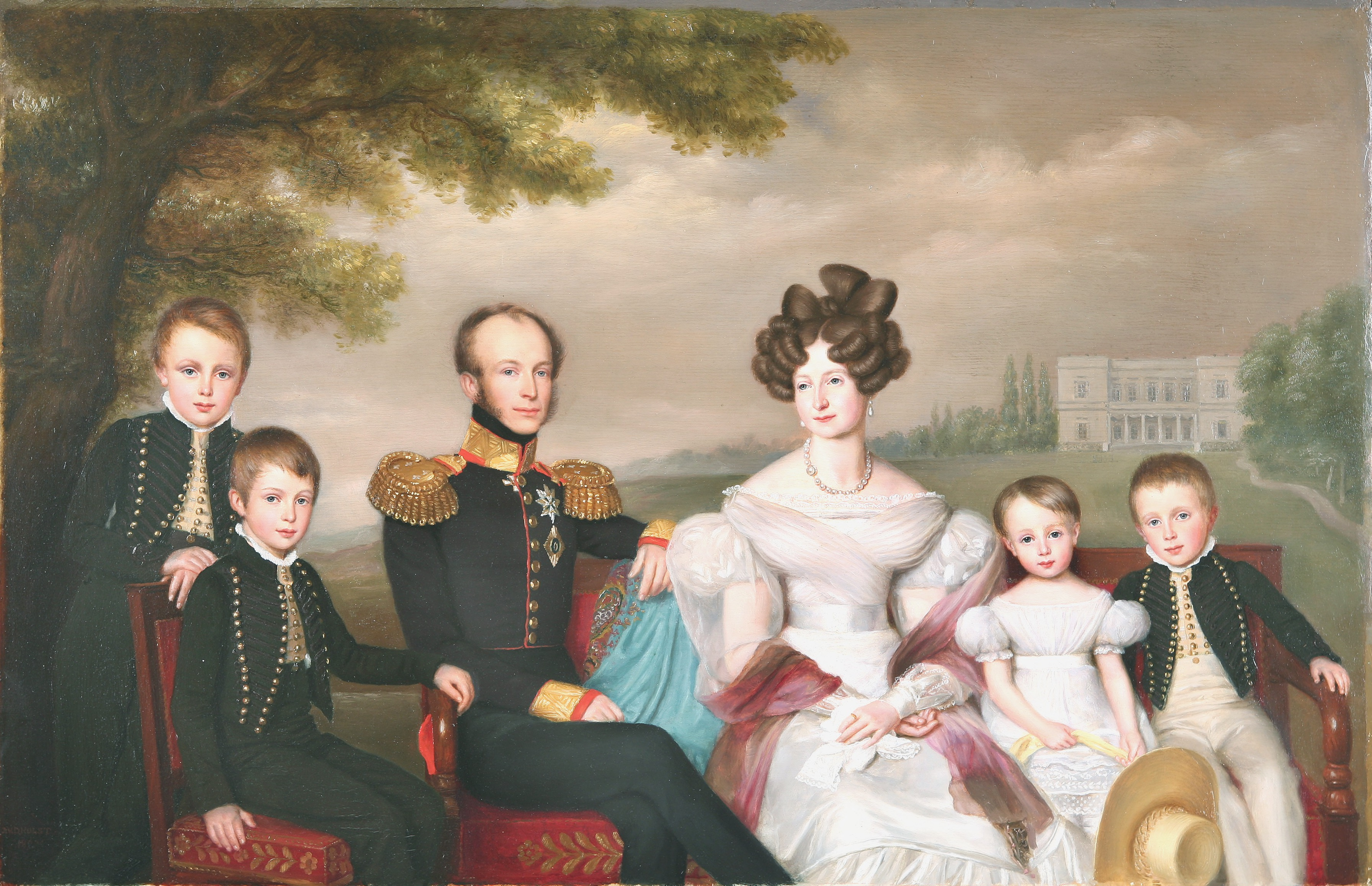
Le roi, alors prince royal, et la princesse royale Anne entourés de leurs enfants : Guillaume, Alexandre, Henri, Sophie (1832). Peinture de Jan-Baptist van der Hulst.

Guillaume Alexandre Paul Frédéric Louis d'Orange-Nassau est né à Bruxelles, alors ville du royaume des Pays-Bas, où ses parents, le prince royal Guillaume et la princesse Anna, avaient élu domicile.
En signe d'affection, la population bruxelloise leur offre un palais (actuel palais des Académies) où le prince et sa famille emménagent en 1828.
Deux ans plus tard éclate la révolution belge qui proclame l'indépendance de la Belgique. Les Belges cherchent un roi constitutionnel ; nombreux sont ceux qui pensèrent en vain élire à cette dignité le prince royal Guillaume. Après avoir ordonné de mater les révolutionnaires à Anvers, lors de la guerre belgo-néerlandaise, celui-ci se retire auprès de son père Guillaume Ier ; le futur Guillaume III a alors 13 ans.
Guillaume est élevé avec son frère cadet Alexandre. Leur père, le prince royal Guillaume, s'intéresse de près à l'éducation de ses deux aînés, allant jusqu'à leur dispenser personnellement les cours de géographie. Le prince et la princesse royale montrent une nette préférence pour leur cadet, enfant aimable et simple, lui enseignant plus qu'à leur aîné l'art de gouverner.
Plus tard les deux jeunes gens sont envoyés à l'université de Leyde où l'un comme l'autre montrent peu d'aptitude pour les études. En 1836, au cours d'une tempête, les deux princes qui rentrent de Leyde doivent abandonner leur équipage et, accompagnés de leur suite, veulent rentrer à pied. Ils traversent une forêt alors que les arbres s'effondrent. Le prince Guillaume, héritier du trône en second, est protégé par leur entourage mais le prince Alexandre est écrasé par un arbre : il en sort vivant mais sa santé ne s'en remettra pas.
Le prince Alexandre meurt célibataire à l'âge de 29 ans en février 1848, laissant sa famille dans le désespoir. Le décès de son frère étant proche de la date de son anniversaire, le futur Guillaume III décide plus tard qu'il ferait célébrer cet événement au mois de juin en même temps que celui de son épouse.
En effet, le prince Guillaume avait rencontré en 1838 une cousine d'un an sa cadette, la princesse Sophie de Wurtemberg (1818 – 1877), fille du roi Guillaume Ier et de la défunte Catherine Pavlovna de Russie, sœur de la reine Anne des Pays-Bas.
Les pères des jeunes gens envisagèrent de les marier. Si Guillaume se sentait attiré par la jeune fille, il n'en était pas de même pour celle-ci. La reine Anne des Pays-Bas, mère du prince, était également opposée au mariage. Fille du tsar de Russie, elle avait été élevée dans la religion orthodoxe qui condamne le mariage entre proches cousins et n'approuvait pas le projet de son mari et de son beau-frère. Le mariage eut cependant lieu l'année suivante.

#### Mariages et descendance
Guillaume épouse Sophie à Stuttgart le 18 juin 1839. Ces mariages endogames au sein des familles royales étaient plus que fréquents à l'époque et considérés comme un gage de stabilité politique. Les méfaits possibles de la consanguinité étaient alors ignorés. De cette union naîtront trois enfants :
- Guillaume, prince d'Orange (1840 – 1879) ;
- Maurice (en), prince des Pays-Bas (15 septembre 1843 – 4 juin 1850) ;
- Alexandre, prince des Pays-Bas puis prince d'Orange (1851 – 1884).

Dans le même temps, pour pouvoir épouser sa maîtresse, une dame belge et catholique, le roi Guillaume Ier abdique en 1840 en faveur de son fils, qui régnera sous le nom de Guillaume II.
Après avoir accordé à ses peuples une Constitution, et interdit de séjour aux Pays-Bas sa sœur la princesse Marianne de Prusse qui avait divorcé pour pouvoir épouser son cocher, Guillaume II s'éteignit peu après son fils préféré Alexandre en 1849. Son fils aîné, également prénommé Guillaume, âgé de 32 ans, devient roi sous le nom de Guillaume III. Roi des Pays-Bas qui possèdent un empire colonial en Indonésie, en Amérique du Sud et dans les Antilles, Guillaume III est aussi le souverain du grand-duché de Luxembourg et du duché de Limbourg. Sophie devint donc reine des Pays-Bas, grande-duchesse de Luxembourg et duchesse de Limbourg.
Guillaume, plutôt conservateur, est opposé à sa femme Sophie, intellectuelle libérale mais exaltée, peu portée aux choses de l'amour et méprisant ouvertement son époux. La mésentente du couple, bientôt connue du public et qui prit parfois un tour violent, était attisée par les mauvaises relations de la reine Sophie avec sa belle-famille, notamment la reine-mère Anne. Seul le défunt prince Alexandre avait su nouer de bonnes relations avec sa belle-sœur.
De plus, les débuts du règne furent endeuillés par la mort de leur fils cadet, Maurice. Le petit prince étant malade, la reine préconise d'appeler en renfort d'autres médecins que ceux de la cour ; Guillaume III s'y refuse et le prince meurt à l'âge de 7 ans.
La reine, effondrée et révoltée, se réfugie à Stuttgart dans sa famille. Celle-ci la convainc de remplir ses devoirs de souveraine et d'épouse. La reine rentre aux Pays-Bas ; de cette réconciliation naît en 1851 un autre enfant, un fils, que le roi et la reine nommèrent Alexandre en hommage à leur frère et beau-frère défunt et à leur cousin germain, le tsarévitch Alexandre Nicolaïevitch de Russie.
Le couple se sépare définitivement en 1855, le roi gardant près de lui leur fils aîné, et la reine emmenant avec elle leur fils cadet. Elle s'installe dans la Huis ten Bosch, et se consacre à sa correspondance ; elle meurt en 1877. Le prince Alexandre, désespéré, s'enferme dans le palais où il meurt sept ans plus tard, célibataire et malade.
Guillaume III épouse en 1879 Emma de Waldeck-Pyrmont (1858 – 1934). De cette union naîtra :
- Wilhelmine (1880 – 1962).

#### Le roi

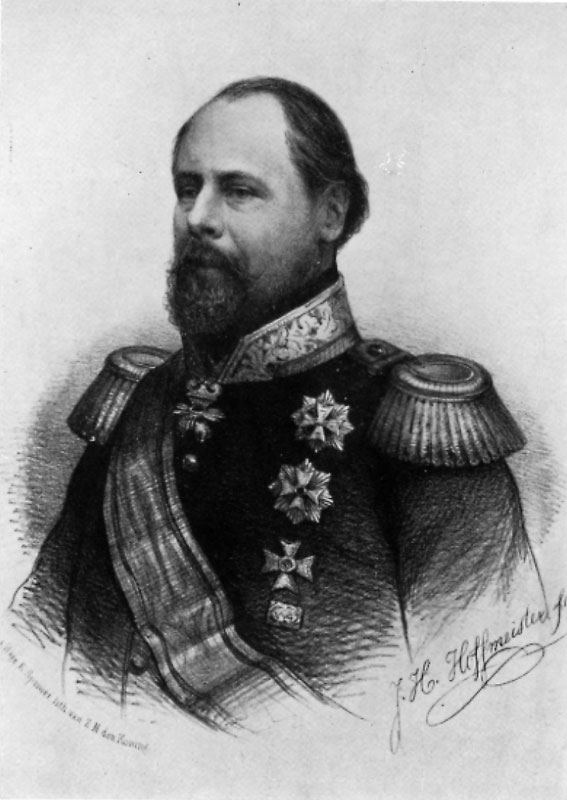
Gravure de.

Proche parent des Hohenzollern auxquels il est attaché par de nombreux liens familiaux et des intérêts politiques (frontière commune entre les deux pays, tandis qu'une garnison prussienne stationne dans la forteresse de la ville de Luxembourg, première place forte d'Europe depuis 1815), Guillaume III est aussi le petit-fils de Paul Ier de Russie, le tsar assassiné en 1801. Dans ses veines coule le sang des Hohenzollern, militaristes et conservateurs à la santé mentale parfois précaire, et celui des Romanov réputés pour leur force physique mais également pour leur tempérament cyclothymique et leur cruauté. Il est d'ailleurs très proche de sa mère, Anna Pavlovna de Russie, sœur des tsars Alexandre Ier et Nicolas Ier, qui avait une grande influence sur lui. Son père Guillaume II, s'il avait gouverné avec sagesse, avait été compromis par une relation homosexuelle dénoncée en 1819 par le ministre Cornelis van Maaren.
Se montrant un parfait réactionnaire et pour contrarier et tenter de soumettre son épouse, Guillaume III interdit toute activité intellectuelle dans ses foyers. Il mène publiquement une vie de débauche où l'adultère tient la première place : il est surnommé par le New York Times de « Roi Gorille ». Dans sa correspondance avec la reine Sophie, la reine Victoria du Royaume-Uni le traite de « paysan sans éducation ».
Guillaume III monte sur le trône au moment où en Europe, les forces réactionnaires — et notamment son cousin le roi de Prusse Frédéric-Guillaume IV — doivent contrer la révolution de 1848. Dédaignant les aspirations de ses sujets, sans pouvoir réellement s'y opposer (sauf au Luxembourg), Guillaume III devient rapidement impopulaire, aussi ménage-t-il l'avenir en annonçant qu'il abdiquerait dès que son héritier atteindrait l'âge de régner. Il se garde bien de tenir parole une fois le moment venu.

#### La reine

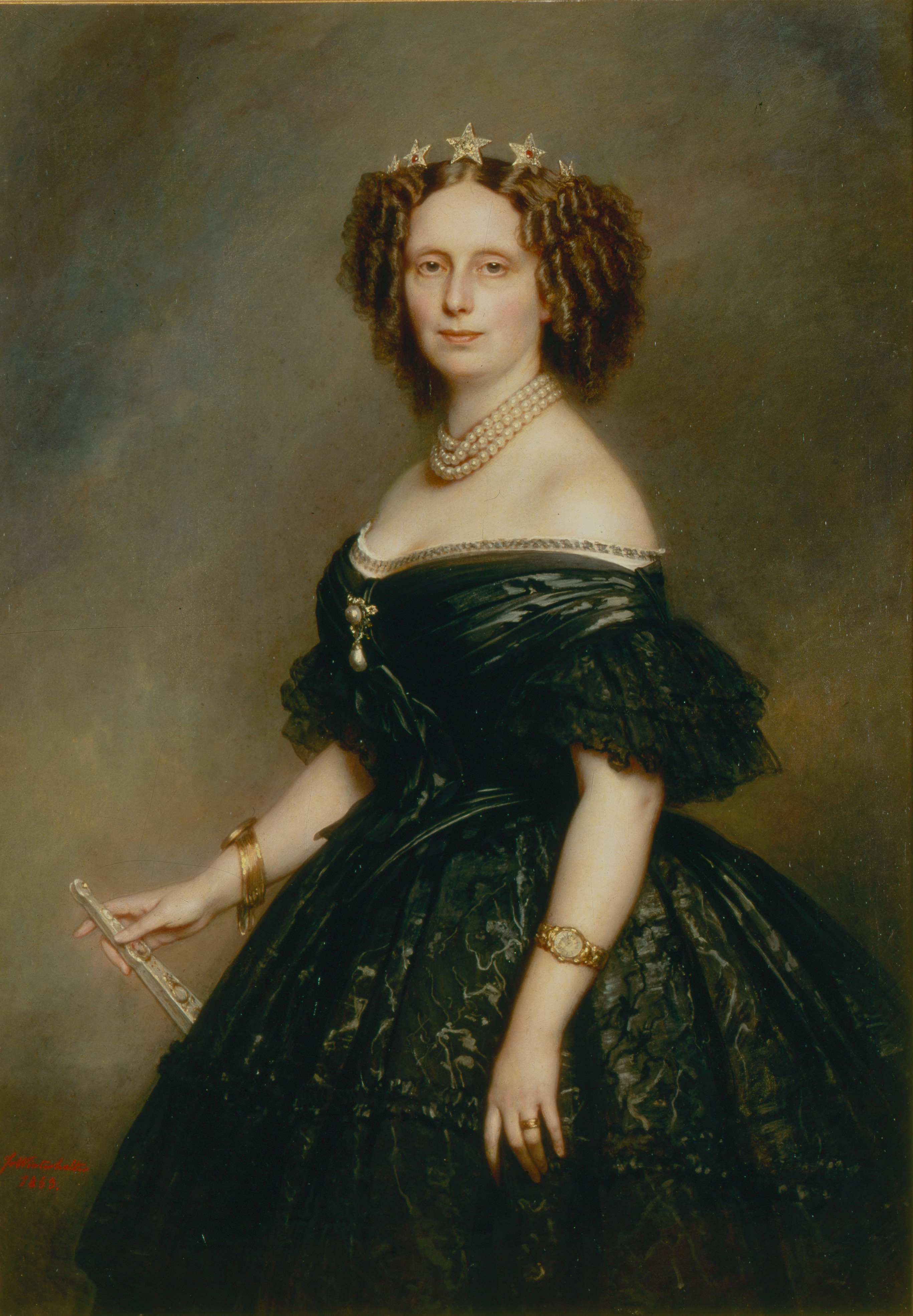
La reine Sophie par Winterhalter (1861).

Méprisée par sa belle-mère et tante, l'intelligente et libérale Sophie s'entourait de savants et d'artistes. Peu sensuelle, elle méprisait son mari traditionaliste et immature à la libido exacerbée.
Ses malheurs conjugaux ne la rendaient pas pour autant compatissante aux malheurs d'autrui, à moins que seule sa rancœur envers sa belle-famille l'ait porté à condamner ouvertement la princesse Marianne des Pays-Bas, tante bien-aimée de son mari. Cette princesse avait divorcé du prince Albert de Prusse pour épouser son cocher dont elle avait eu un fils. Rejetée par les cours de Berlin et La Haye, Marianne est réhabilitée par Guillaume III. Sophie, qui elle aussi avait souffert de son union avec un prince adultère et ultra-conservateur, la jugeait « moralement indigne ».
Femme de lettres férue d'histoire qui correspondait également avec les princes et les chefs d'État de son temps, notamment l'empereur des Français Napoléon III et la reine Victoria, elle se considère comme nettement plus capable que son mari d'exercer le pouvoir et le fait notoirement savoir.
Profondément affectée par la mort de son second fils en 1850, elle retourne à Stuttgart où sa famille lui demande de conserver une attitude conforme à son rang en rentrant à la cour. Cependant, elle tente en vain d'obtenir le divorce en 1855 et, dès lors se réfugie de plus en plus souvent à Stuttgart près de sa famille.
Le couple royal finit par se séparer, le roi gardant près de lui son fils aîné, la reine conservant le plus jeune, Alexandre, qui lui vouera un amour exclusif. À la mort de celle-ci, il s'enferme dans son palais où il meurt prématurément du typhus en 1884.

#### Le prince royal

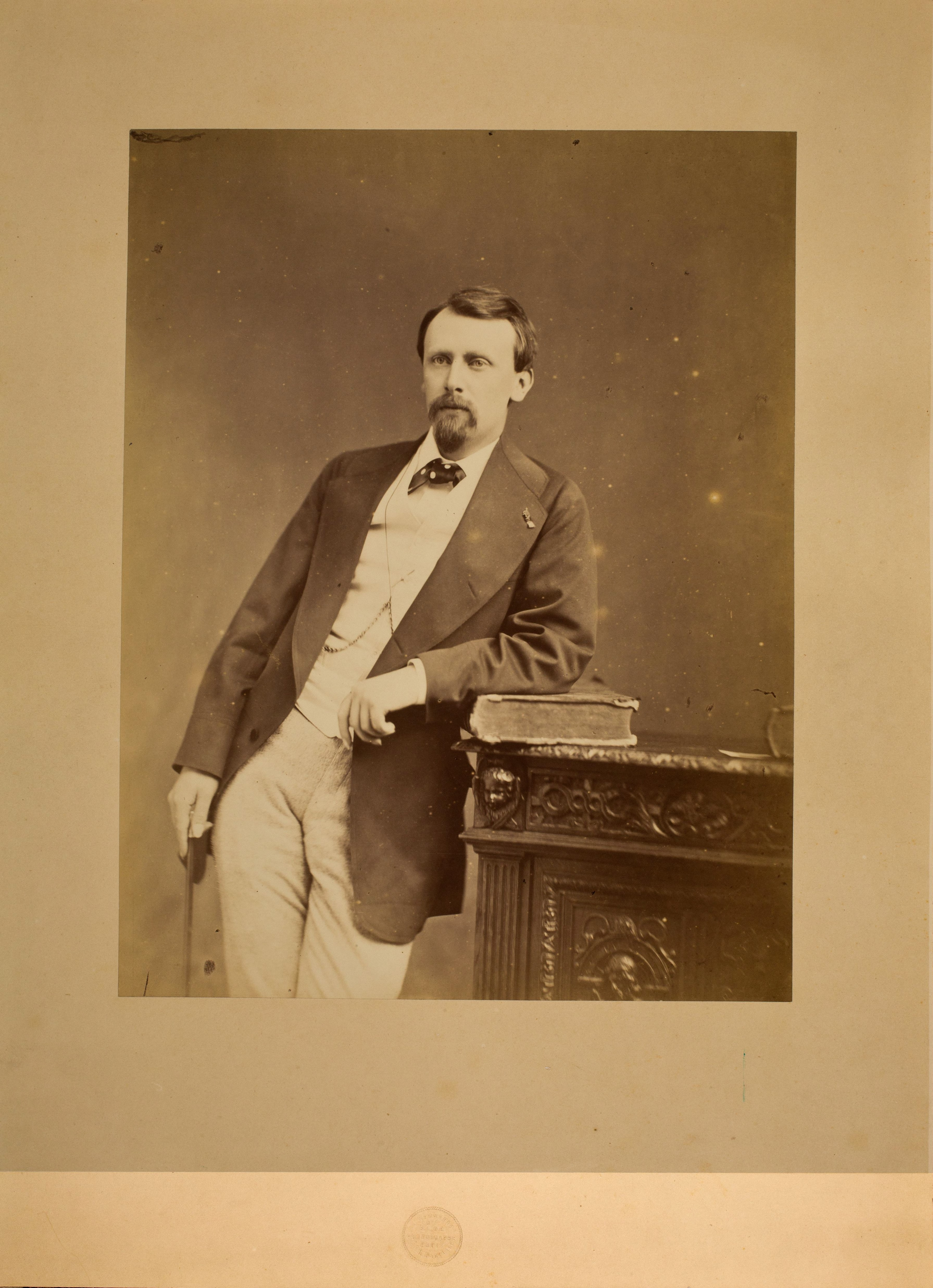
Le prince d'Orange.

Élevé dans l'entourage de son père, Guillaume, prince d'Orange dit Wiwil devint à son tour un débauché notoire.
Après deux vaines tentatives de mariage, l'une en 1860 avec la princesse Alice du Royaume-Uni, l'autre en 1868 avec la grande-duchesse Maria Alexandrovna de Russie, le roi et la reine ne s'entendent que pour s'opposer au mariage de leur fils aîné avec une jeune fille de l'aristocratie et ce, malgré l'accord du Parlement. Le couple royal prétexte en 1874 que la jeune fille, n'appartenant pas à une famille régnante, n'était pas de naissance suffisamment élevée.
Le prince Guillaume, outrepassant le refus de ses parents et souverains, demande en personne la main de la jeune fille. Les parents de celle-ci s'y opposèrent également. Le bruit court que la jeune fille est une enfant adultérine du roi et donc la demi-sœur de Guillaume.
Révolté, le prince héritier Guillaume préfère s'éloigner des Pays-Bas. Il s'installe à Paris où il mène une vie de bohème et meurt prématurément quelques années plus tard, peu après sa mère.

## Le règne
Guillaume III ne cache pas son opposition à la Loi fondamentale du royaume des Pays-Bas, constitution libérale octroyée par son père Guillaume II en 1848 afin d'éviter à ses États les mouvements révolutionnaires qui perturbèrent la vie des États voisins. Élaborée par l'homme d'État Johan Rudolf Thorbecke, cette Constitution promeut entre autres la liberté de l'enseignement et des cultes, ainsi que la séparation de l'Église calviniste et de l'État. Elle met fin aux vexations dont étaient victimes les catholiques.
En 1853, le pape Pie IX créé cinq évêchés aux Pays-Bas, acte impopulaire auprès de la population majoritairement calviniste. Le prédicateur Bernard ter Haar prend la tête des contestataires et, au cours d'un sermon virulent, en appelle au roi depuis la Nieuwe Kerk. Guillaume III contraint Thorbecke à démissionner. Ce comportement autoritaire et anticonstitutionnel donne lieu à des contestations appelées le mouvement d'avril, qui ne sont apaisées que par la nomination à la tête du gouvernement de Floris Adriaan van Hall. Le roi tente également d'enlever à son frère Henri ses droits de succession.
À la fin des années 1860, le roi soutient les menées de la présidence du Conseil de Isaäc Dignus Fransen van de Putte contre la chambre basse, lequel a entamé en 1863 la lutte contre le cultuurstelsel.

### Le coup de 1856

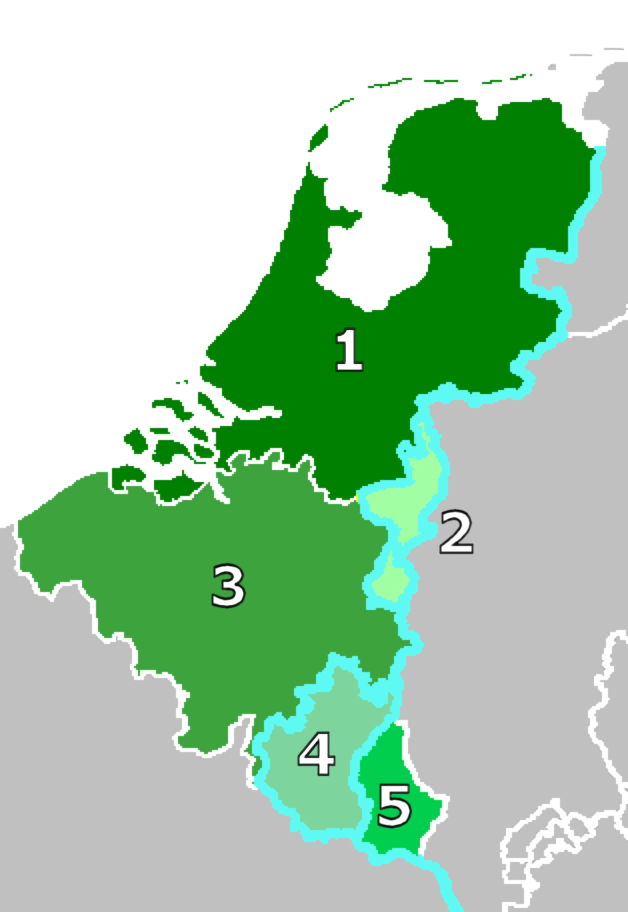
Évolution des territoires formant le Royaume uni des Pays-Bas de 1815 à 1830 :
1. Pays-Bas.
2. Duché de Limbourg.
3. Belgique.
4 et 5. Grand-duché de Luxembourg.

Avec l'aide de son frère Henri, gouverneur de Luxembourg, il abroge la Constitution libérale qui régit la vie politique luxembourgeoise et la remplace par une Constitution réactionnaire d'inspiration prussienne.

### Le Limbourg et le Luxembourg au cœur de l'Europe (1866)
L'indépendance de la Belgique a pour conséquence le redécoupage du Royaume uni des Pays-Bas. Le différend porte sur deux régions : le grand-duché de Luxembourg qui est de plus membre de la Confédération germanique et la province de Limbourg, qui le deviendra.
Ces deux provinces sont annexées par la jeune Belgique en 1830 après la Révolution belge, au grand dam du grand-père de Guillaume III, Guillaume Ier qui refuse tout traité de paix imposés par la conférence de Londres.
Le traité des XXIV articles de 1839 résout de partager les deux provinces entre les deux adversaires : le grand-duché de Luxembourg est scindé en deux, sa partie occidentale devient la province belge de Luxembourg, tandis que la partie orientale (avec la ville de Luxembourg et sa citadelle occupée par une garnison de l'armée prussienne, restant au roi des Pays-Bas. Le Limbourg subit le même sort : la rive gauche de la Meuse devient belge (province de Limbourg, la rive droite avec Maastricht redevenant le duché de Limbourg, sur lequel règne Guillaume d'Orange-Nassau en plus du grand-duché de Luxembourg et des Pays-Bas. De plus, ce dernier devient également un État membre de la Confédération germanique pour compenser la perte par celle-ci de la moitié du Luxembourg désormais belge.
Cet état de chose dure jusqu'à la guerre austro-prussienne de 1866 qui oppose les États allemands dans la guerre de l'Autriche contre la Prusse. À l'issue du conflit, la Confédération germanique est dissoute et le Limbourg néerlandais, obtient une complète indépendance ; le Limbourg est définitivement rattaché au Pays-Bas.
Pour des raisons économiques, le Luxembourg, membre du Zollverein, restera encore en union personnelle avec les Pays-Bas, sous le giron de la Monarchie néerlandaise jusqu'à la mort de Guillaume III sans héritier mâle. Ce n'est qu'à cette date que l'indépendance du Luxembourg sera totale et qu'il deviendra de facto l'état du Luxembourg que l'on connaît aujourd’hui.

### La crise luxembourgeoise de 1867

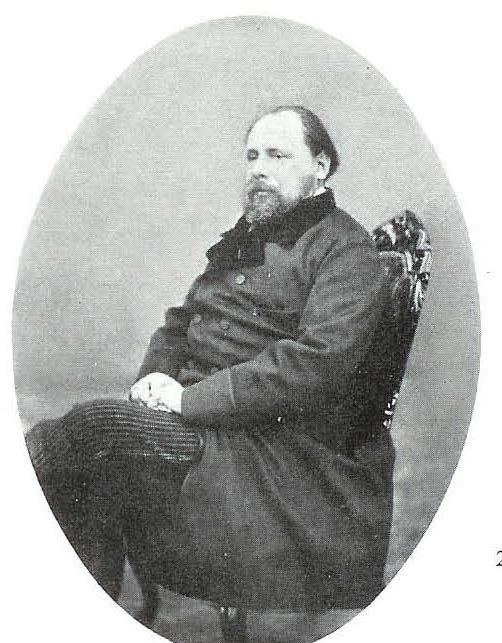
en 1865.

Si le congrès de Vienne élève le duché de Luxembourg au rang de grand-duché et l'octroie à titre viager au souverain du royaume uni des Pays-Bas, il autorise également l'occupation de la forteresse de Luxembourg, d'une importance stratégique considérable, par une garnison de l'armée prussienne.
En 1839, l'année même du mariage de Guillaume et Sophie, le troisième traité de Londres règle la question de l'indépendance de la Belgique en amputant le grand-duché de la moitié de son territoire au profit du nouveau royaume de Belgique (qui avait d'abord annexé le Luxembourg dans sa totalité). Le premier roi des Belges n'est autre que le prince Léopold de Saxe-Cobourg-Gotha, oncle bien-aimé et mentor de la reine Victoria Ire du Royaume-Uni. Prince allemand, allié à la famille royale d'Angleterre, l'habile Léopold conclut également une alliance avec la France en épousant Louise d'Orléans, fille du roi des Français.
En 1867, traversant une sérieuse crise budgétaire, le roi Guillaume III veut accepter l'offre que lui a faite l'empereur des français Napoléon III. Ce dernier souhaite acheter le grand-duché de Luxembourg pour 5 millions de florins, ce qui déclenche la crise luxembourgeoise.
Son lointain cousin, l'ex-duc Adolphe de Nassau dont les possessions avaient été données à la Prusse à la suite de la guerre austro-prussienne, ayant accepté une indemnité importante de la Prusse en dédommagement de la perte de ses pays nassoviens, le roi Guillaume III se sent libéré en 1866 du traité de la maison de Nassau, qui concernait le grand-duché de Luxembourg, le duc de Nassau devant succéder au roi des Pays-Bas en cas d'extinction de la Maison royale des Pays-Bas.
De son côté, l'empereur des Français Napoléon III, pensant pouvoir obtenir une compensation pour la neutralité que la France avait conservée durant la guerre austro-prussienne, propose à son « cousin » des Pays-Bas d'acheter le grand-duché, le chancelier prussien Otto von Bismarck ayant fait miroiter — sans s'engager — cette occasion. Dès lors, le chancelier prussien, qui prépare l'unification allemande sous l'égide de la Prusse, fait rendre publique cette transaction et la présente comme une agression française contre la nation allemande : l'opinion publique allemande se mobilise avec passion, se souvenant des souffrances endurées sous le joug de Napoléon Ier, oncle et prédécesseur de l'empereur des Français.
La crise luxembourgeoise est sur le point de dégénérer en une guerre entre la Prusse et la France. L'Angleterre propose une réunion et le 11 mai 1867, un nouveau traité de Londres qui mène un peu plus le Grand-duché vers son indépendance conservant Guillaume III des Pays-Bas comme grand-duc régnant, mais proclame sa neutralisation.
Le Luxembourg étant devenu un État neutre, la forteresse de Luxembourg-ville doit être démantelée et perd son intérêt stratégique. Le chancelier Bismarck peut simuler un geste vers la paix en acceptant le départ des troupes prussiennes. En revanche, le grand-duché reste membre du Zollverein. Metz, ville française, voisine de Luxembourg-ville, devient à son tour la première forteresse d'Europe, ce qui ne sera pas sans conséquence lors de la guerre qui opposera bientôt la France à la Prusse. 
Trois ans plus tard, les manipulations de Bismarck amèneront Napoléon III à déclencher la guerre franco-allemande qui fait s'écrouler son Empire, chasser sa dynastie et perdre l'Alsace-Lorraine à la France. L'annexion de Metz par le nouvel Empire allemand compense largement la perte de la forteresse de Luxembourg-ville.

### Guerre d'Aceh

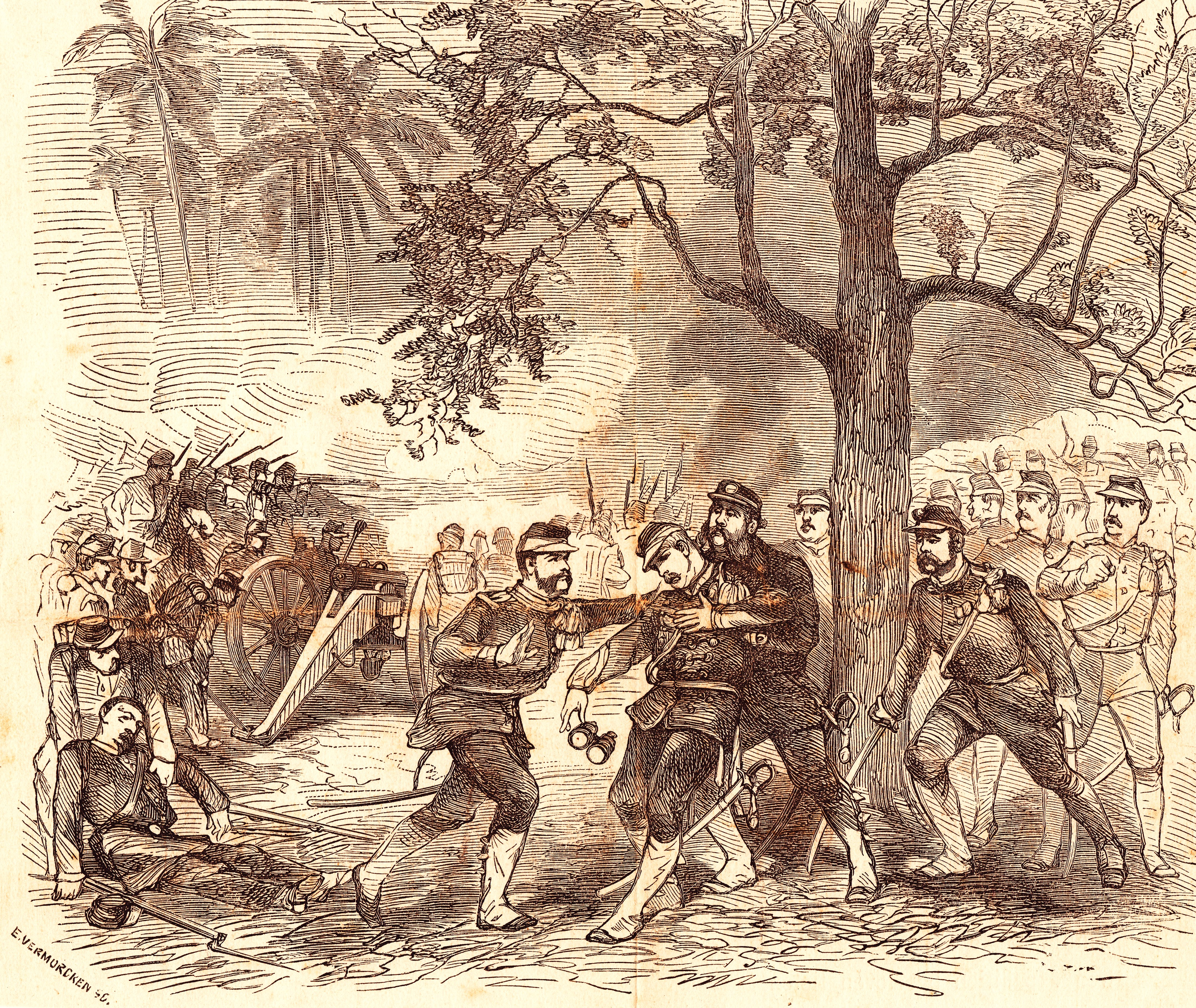
La mort du général Kohler (1873).

En 1873 éclate aux Indes néerlandaises la guerre d'Aceh qui dure jusqu'en 1904.
Pour contrer l'influence néerlandaise en Indonésie, le sultanat d'Aceh situé dans le nord de l'île de Sumatra recherche l'alliance des États-Unis, ce que les Pays-Bas considèrent comme un casus belli.
Partie de Batavia (nom de l'actuelle Djakarta), l'armée royale des Indes néerlandaises envahit le sultanat.
En deux expéditions, celui-ci est vite conquis et un traité est signé avec le nouveau sultan, mais les Néerlandais se trouvent confrontés à la population qui résiste et mène une guérilla qui engloutit la majeure partie du budget colonial néerlandais, et suscite de nombreux opposants aux Pays-Bas.
La création d'une maréchaussée constituée d'autochtones en 1890 permet de lutter efficacement contre la guérilla, et Kuta Rajat, la capitale du sultanat, est définitivement conquise en 1904.

## Second mariage et succession

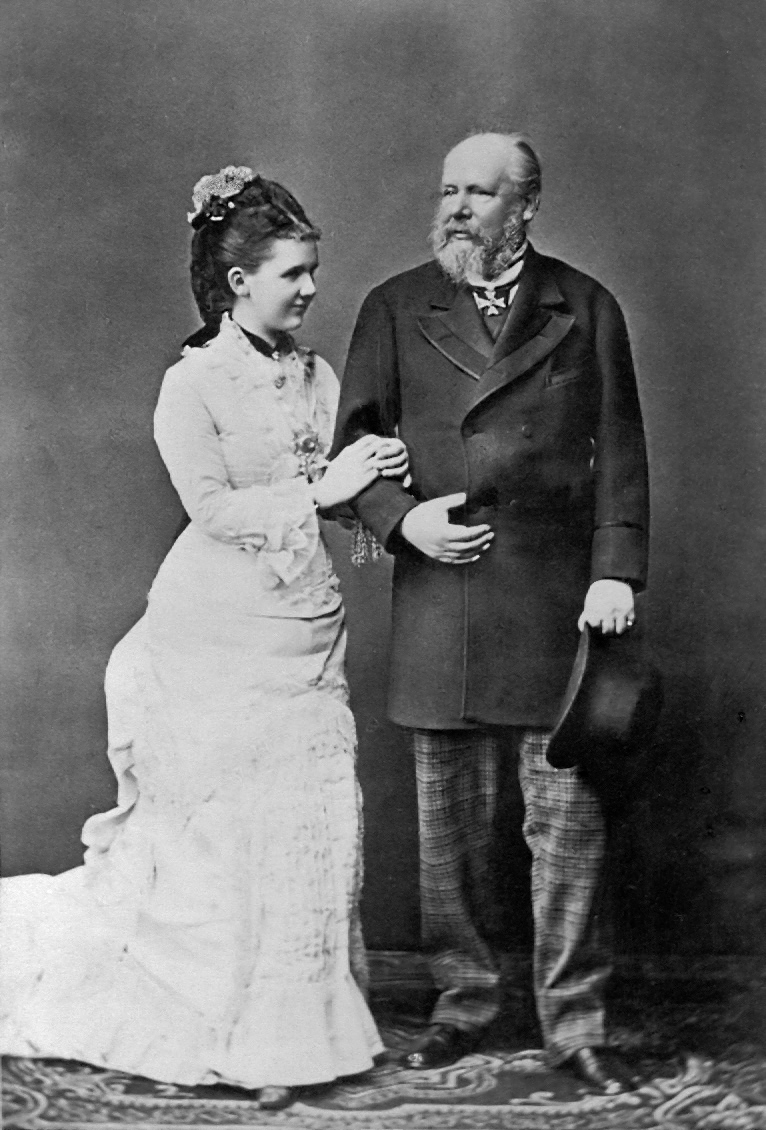
Le roi et sa seconde épouse.

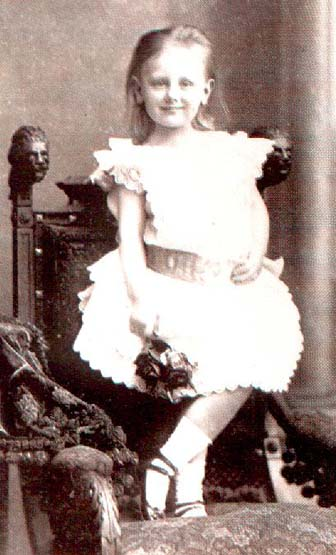
La princesse Wilhelmine (1885).

Veuf en 1878, le roi tente en vain d'épouser sa maîtresse, une cantatrice française qu'il avait anoblie, déchaînant un scandale au Parlement et dans la famille royale.
Il se résout à épouser une femme de son rang mais la princesse Thyra de Danemark, sœur de la princesse de Galles et de la tsarine, se récuse. Le roi se tourne alors vers sa famille et demande la main de sa nièce Élisabeth de Saxe-Weimar. Cependant, la grande-duchesse Sophie de Saxe-Weimar, sœur du roi et mère de la jeune fille, refusa du fait des mœurs du roi. Elle incite celui-ci à tourner ses regards vers la cour de Waldeck-Pymont, petite maison souveraine allemande dont les princes ont au siècle précédent servi avec bravoure la maison d'Orange-Nassau. Le prince de Waldeck-Pyrmont avait de nombreuses filles. L'aînée des princesses, Pauline de Waldeck-Pyrmont, refusa d'épouser ce roi sexagénaire à la vie scandaleuse mais la cadette, la princesse Emma de Waldeck-Pyrmont, bien qu'ayant 41 ans de moins que lui, agrée ce mariage qui est célébré à Arolsen le 7 janvier 1879. Les festivités sont rapidement interrompues, le frère du roi étant décédé peu après.
Le président du Conseil des ministres, le baron Constantijn Theodoor van Lynden van Sandenburg, reçoit le titre de comte pour s'être chargé des négociations matérielles du mariage.
Sous l'influence de sa nouvelle épouse et peut-être également de l'âge, le roi revient à des mœurs plus policées. Le couple n'a qu'un seul enfant : une fille nommée Wilhelmine en 1880. Ses fils survivants et célibataires rompirent alors leurs relations avec leur père.
Le prince héritier Guillaume de même que le prince Henri d'Orange-Nassau, frère de Guillaume III, meurent en 1879. Guillaume III perd également son oncle, Frédéric-Guillaume d'Orange-Nassau, en 1881. Le prince d'Orange, Alexandre, héritier depuis la mort de son frère, meurt du typhus en 1884.
Aucun de ces princes n'avait de descendance masculine. N'ayant plus d'héritier mâle, Guillaume III fait abroger la loi salique en 1884 et proclama sa fille, Wilhelmine, âgée de 4 ans, héritière du trône.
Bien que Guillaume III se soit montré réfractaire à la culture, c'est à la fin de son règne que furent édifiés à Amsterdam le Rijksmuseum (1885) par Pierre Cuypers qui avait déjà dirigé la construction de la gare centrale d'Amsterdam et le Concertgebouw (1888). Cependant, ces constructions sont le fait de particuliers ou de collectivités et non du roi. Très critiqué lors de l'inauguration du musée national, le roi avait alors affirmé : « Je ne mettrai pas les pieds dans ce couvent ».
Tombé malade en 1887, Guillaume III meurt à l'âge de 73 ans en 1890 au palais Het Loo, laissant le trône à sa fille de 10 ans, Wilhelmine, et la régence à sa seconde épouse Emma de Waldeck-Pyrmont, une femme de 32 ans d'une grande droiture, qui saura redonner à la maison royale dignité et popularité. Étonnamment, la reine Wilhelmine n'aura pas de descendance mâle, de même que sa fille, la reine Juliana. Ainsi, de 1890 jusqu'à l'abdication de la reine Beatrix en 2013, ce sont des femmes qui règnent sur le pays du nord de l'Europe.
En vertu du traité entre les branches de la maison de Nassau de 1783 et 1815, en vigueur au Luxembourg jusqu'en 1907, grand-duché revient au vieux duc Adolphe de Nassau, le même qui avait vu son duché annexé par la Prusse en 1866. Cette passation signe la fin de l'union personnelle avec les Pays-Bas, puisque plus rien ne lie officiellement plus le Luxembourg à la monarchie néerlandaise. Cela entraîne, de facto, la concrétisation finale de l'indépendance du Luxembourg.

## Généalogie

### Ascendance
Guillaume III des Pays-Bas appartenait à la sixième branche (Nassau-Dietz) issue de la seconde branche (Nassau-Dillenbourg) de la maison de Nassau. Cette lignée de Nassau-Dietz, aujourd'hui Orange-Nassau, appartient à la tige ottonienne qui donna des stathouders à la Hollande, la Frise, la Gueldre, la Zélande, un roi à l'Angleterre et l'Écosse en la personne de Guillaume III d'Orange-Nassau, des rois et reines aux Pays-Bas. Guillaume III des Pays-Bas est l'arrière-grand-père de la reine Béatrix des Pays-Bas.

### Descendance
|                                      |                                      |                                      |                                      |                                      |                                      |                                      |                                      |                                      |                                      |                            |                            |                            |                            |                           |                           |                            |                            |                            |                            |                               |                               |                               |                               |                                   |                                   |                                   |                                   |                                   |                                   |                             |                             |                              |                              |                              |                              |                              |                              |  |  |                               |                               |                               |                               |                                   |                                   |                                   |                                   |                                      |                                      |                                      |                                      |                                      |                                      |                              |                              |                                |                                |                                |                                |                                |                                |                   |                   |                              |                              |                              |                              |                                 |                                 |                                 |                                 |                                 |                                 |                               |                               |                               |                               |                             |                             |                                 |                                 |                                 |                                 |                                 |                                 |  |  |                                |                                |                                |                                |                                |                                |  |  |                          |                          |                                             |                                             |                                             |                                             |                                             |                                             |                                   |                                   |                                   |                                   |                                   |                                   |                           |                           |                               |                               |                               |                               |                               |                               |                                       |                                       |                                       |                                       |                                       |                                       |                                |                                |                                     |                                     |                                     |                                     |                                     |                                     |                                   |                                   |                                       |                                       |                                       |                                       |                                           |                                           |                                           |                                           |                                            |                                            |                                                   |                                                   |                                                   |                                                   |                                                   |                                                   |                                     |                                     |                                                    |                                                    |                                                    |                                                    |                                                    |                                                    |                               |                               |                                                      |                                                      |                                                      |                                                      |                                                      |                                                      |  |  |                                 |                                 |                                 |                                 |                                 |                                 |                                 |                                 |                                 |                                 |                               |                               |                               |                               |                        |                        |                                 |                                 |                                 |                                 |                                 |                                 |  |  |                                          |                                          |                                          |                                          |                                          |                                          |  |  |                               |                               |                               |                               |                               |                               |  |  |                             |                             |                             |                             |                               |                               |                               |                               |                               |                               |                               |                               |                               |                               |                      |                      |                               |                               |                               |                               |                               |                               |  |  |                           |                           |                           |                           |                           |                           |  |  |                               |                               |                               |                               |                               |                               |  |  |                          |                          |                          |                          |                          |                          |                        |                        |                         |                         |                                    |                                    |                                    |                                    |                                    |                                    |                  |                  |                  |                  |                  |                  |           |           |                   |                   |                   |                   |                          |                          |                          |                          |                          |                          |                   |                   |                   |                   |  |  |  |  |
|                                      |                                      |                                      |                                      |                                      |                                      |                                      |                                      |                                      |                                      |                            |                            |                            |                            |                           |                           |                            |                            |                            |                            |                               |                               |                               |                               |                                   |                                   |                                   |                                   |                                   |                                   |                             |                             |                              |                              |                              |                              |                              |                              |  |  |                               |                               |                               |                               |                                   |                                   |                                   |                                   |                                      |                                      |                                      |                                      |                                      |                                      |                              |                              |                                |                                |                                |                                |                                |                                |                   |                   |                              |                              |                              |                              |                                 |                                 |                                 |                                 |                                 |                                 |                               |                               |                               |                               |                             |                             |                                 |                                 |                                 |                                 |                                 |                                 |  |  |                                |                                |                                |                                |                                |                                |  |  |                          |                          |                                             |                                             |                                             |                                             |                                             |                                             |                                   |                                   |                                   |                                   |                                   |                                   |                           |                           |                               |                               |                               |                               |                               |                               |                                       |                                       |                                       |                                       |                                       |                                       |                                |                                |                                     |                                     |                                     |                                     |                                     |                                     |                                   |                                   | Sophie de Wurtemberg (1818-1877)      | Sophie de Wurtemberg (1818-1877)      | Sophie de Wurtemberg (1818-1877)      | Sophie de Wurtemberg (1818-1877)      | Sophie de Wurtemberg (1818-1877)          | Sophie de Wurtemberg (1818-1877)          |                                           |                                           | Guillaume III des Pays-Bas (1817-1890)     | Guillaume III des Pays-Bas (1817-1890)     | Guillaume III des Pays-Bas (1817-1890)            | Guillaume III des Pays-Bas (1817-1890)            | Guillaume III des Pays-Bas (1817-1890)            | Guillaume III des Pays-Bas (1817-1890)            |                                                   |                                                   | Emma de Waldeck-Pyrmont (1858-1934) | Emma de Waldeck-Pyrmont (1858-1934) | Emma de Waldeck-Pyrmont (1858-1934)                | Emma de Waldeck-Pyrmont (1858-1934)                | Emma de Waldeck-Pyrmont (1858-1934)                | Emma de Waldeck-Pyrmont (1858-1934)                |                                                    |                                                    |                               |                               |                                                      |                                                      |                                                      |                                                      |                                                      |                                                      |  |  |                                 |                                 |                                 |                                 |                                 |                                 |                                 |                                 |                                 |                                 |                               |                               |                               |                               |                        |                        |                                 |                                 |                                 |                                 |                                 |                                 |  |  |                                          |                                          |                                          |                                          |                                          |                                          |  |  |                               |                               |                               |                               |                               |                               |  |  |                             |                             |                             |                             |                               |                               |                               |                               |                               |                               |                               |                               |                               |                               |                      |                      |                               |                               |                               |                               |                               |                               |  |  |                           |                           |                           |                           |                           |                           |  |  |                               |                               |                               |                               |                               |                               |  |  |                          |                          |                          |                          |                          |                          |                        |                        |                         |                         |                                    |                                    |                                    |                                    |                                    |                                    |                  |                  |                  |                  |                  |                  |           |           |                   |                   |                   |                   |                          |                          |                          |                          |                          |                          |                   |                   |                   |                   |  |  |  |  |
|                                      |                                      |                                      |                                      |                                      |                                      |                                      |                                      |                                      |                                      |                            |                            |                            |                            |                           |                           |                            |                            |                            |                            |                               |                               |                               |                               |                                   |                                   |                                   |                                   |                                   |                                   |                             |                             |                              |                              |                              |                              |                              |                              |  |  |                               |                               |                               |                               |                                   |                                   |                                   |                                   |                                      |                                      |                                      |                                      |                                      |                                      |                              |                              |                                |                                |                                |                                |                                |                                |                   |                   |                              |                              |                              |                              |                                 |                                 |                                 |                                 |                                 |                                 |                               |                               |                               |                               |                             |                             |                                 |                                 |                                 |                                 |                                 |                                 |  |  |                                |                                |                                |                                |                                |                                |  |  |                          |                          |                                             |                                             |                                             |                                             |                                             |                                             |                                   |                                   |                                   |                                   |                                   |                                   |                           |                           |                               |                               |                               |                               |                               |                               |                                       |                                       |                                       |                                       |                                       |                                       |                                |                                |                                     |                                     |                                     |                                     |                                     |                                     |                                   |                                   | Sophie de Wurtemberg (1818-1877)      | Sophie de Wurtemberg (1818-1877)      | Sophie de Wurtemberg (1818-1877)      | Sophie de Wurtemberg (1818-1877)      | Sophie de Wurtemberg (1818-1877)          | Sophie de Wurtemberg (1818-1877)          |                                           |                                           | Guillaume III des Pays-Bas (1817-1890)     | Guillaume III des Pays-Bas (1817-1890)     | Guillaume III des Pays-Bas (1817-1890)            | Guillaume III des Pays-Bas (1817-1890)            | Guillaume III des Pays-Bas (1817-1890)            | Guillaume III des Pays-Bas (1817-1890)            |                                                   |                                                   | Emma de Waldeck-Pyrmont (1858-1934) | Emma de Waldeck-Pyrmont (1858-1934) | Emma de Waldeck-Pyrmont (1858-1934)                | Emma de Waldeck-Pyrmont (1858-1934)                | Emma de Waldeck-Pyrmont (1858-1934)                | Emma de Waldeck-Pyrmont (1858-1934)                |                                                    |                                                    |                               |                               |                                                      |                                                      |                                                      |                                                      |                                                      |                                                      |  |  |                                 |                                 |                                 |                                 |                                 |                                 |                                 |                                 |                                 |                                 |                               |                               |                               |                               |                        |                        |                                 |                                 |                                 |                                 |                                 |                                 |  |  |                                          |                                          |                                          |                                          |                                          |                                          |  |  |                               |                               |                               |                               |                               |                               |  |  |                             |                             |                             |                             |                               |                               |                               |                               |                               |                               |                               |                               |                               |                               |                      |                      |                               |                               |                               |                               |                               |                               |  |  |                           |                           |                           |                           |                           |                           |  |  |                               |                               |                               |                               |                               |                               |  |  |                          |                          |                          |                          |                          |                          |                        |                        |                         |                         |                                    |                                    |                                    |                                    |                                    |                                    |                  |                  |                  |                  |                  |                  |           |           |                   |                   |                   |                   |                          |                          |                          |                          |                          |                          |                   |                   |                   |                   |  |  |  |  |
|                                      |                                      |                                      |                                      |                                      |                                      |                                      |                                      |                                      |                                      |                            |                            |                            |                            |                           |                           |                            |                            |                            |                            |                               |                               |                               |                               |                                   |                                   |                                   |                                   |                                   |                                   |                             |                             |                              |                              |                              |                              |                              |                              |  |  |                               |                               |                               |                               |                                   |                                   |                                   |                                   |                                      |                                      |                                      |                                      |                                      |                                      |                              |                              |                                |                                |                                |                                |                                |                                |                   |                   |                              |                              |                              |                              |                                 |                                 |                                 |                                 |                                 |                                 |                               |                               |                               |                               |                             |                             |                                 |                                 |                                 |                                 |                                 |                                 |  |  |                                |                                |                                |                                |                                |                                |  |  |                          |                          |                                             |                                             |                                             |                                             |                                             |                                             |                                   |                                   |                                   |                                   |                                   |                                   |                           |                           |                               |                               |                               |                               |                               |                               |                                       |                                       |                                       |                                       |                                       |                                       |                                |                                |                                     |                                     |                                     |                                     |                                     |                                     |                                   |                                   |                                       |                                       |                                       |                                       |                                           |                                           |                                           |                                           |                                            |                                            |                                                   |                                                   |                                                   |                                                   |                                                   |                                                   |                                     |                                     |                                                    |                                                    |                                                    |                                                    |                                                    |                                                    |                               |                               |                                                      |                                                      |                                                      |                                                      |                                                      |                                                      |  |  |                                 |                                 |                                 |                                 |                                 |                                 |                                 |                                 |                                 |                                 |                               |                               |                               |                               |                        |                        |                                 |                                 |                                 |                                 |                                 |                                 |  |  |                                          |                                          |                                          |                                          |                                          |                                          |  |  |                               |                               |                               |                               |                               |                               |  |  |                             |                             |                             |                             |                               |                               |                               |                               |                               |                               |                               |                               |                               |                               |                      |                      |                               |                               |                               |                               |                               |                               |  |  |                           |                           |                           |                           |                           |                           |  |  |                               |                               |                               |                               |                               |                               |  |  |                          |                          |                          |                          |                          |                          |                        |                        |                         |                         |                                    |                                    |                                    |                                    |                                    |                                    |                  |                  |                  |                  |                  |                  |           |           |                   |                   |                   |                   |                          |                          |                          |                          |                          |                          |                   |                   |                   |                   |  |  |  |  |
|                                      |                                      |                                      |                                      |                                      |                                      |                                      |                                      |                                      |                                      |                            |                            |                            |                            |                           |                           |                            |                            |                            |                            |                               |                               |                               |                               |                                   |                                   |                                   |                                   |                                   |                                   |                             |                             |                              |                              |                              |                              |                              |                              |  |  |                               |                               |                               |                               |                                   |                                   |                                   |                                   |                                      |                                      |                                      |                                      |                                      |                                      |                              |                              |                                |                                |                                |                                |                                |                                |                   |                   |                              |                              |                              |                              |                                 |                                 |                                 |                                 |                                 |                                 |                               |                               |                               |                               |                             |                             |                                 |                                 |                                 |                                 |                                 |                                 |  |  |                                |                                |                                |                                |                                |                                |  |  |                          |                          |                                             |                                             |                                             |                                             |                                             |                                             |                                   |                                   |                                   |                                   |                                   |                                   |                           |                           |                               |                               |                               |                               |                               |                               |                                       |                                       |                                       |                                       |                                       |                                       |                                |                                |                                     |                                     |                                     |                                     |                                     |                                     |                                   |                                   |                                       |                                       |                                       |                                       |                                           |                                           |                                           |                                           |                                            |                                            |                                                   |                                                   |                                                   |                                                   |                                                   |                                                   |                                     |                                     |                                                    |                                                    |                                                    |                                                    |                                                    |                                                    |                               |                               |                                                      |                                                      |                                                      |                                                      |                                                      |                                                      |  |  |                                 |                                 |                                 |                                 |                                 |                                 |                                 |                                 |                                 |                                 |                               |                               |                               |                               |                        |                        |                                 |                                 |                                 |                                 |                                 |                                 |  |  |                                          |                                          |                                          |                                          |                                          |                                          |  |  |                               |                               |                               |                               |                               |                               |  |  |                             |                             |                             |                             |                               |                               |                               |                               |                               |                               |                               |                               |                               |                               |                      |                      |                               |                               |                               |                               |                               |                               |  |  |                           |                           |                           |                           |                           |                           |  |  |                               |                               |                               |                               |                               |                               |  |  |                          |                          |                          |                          |                          |                          |                        |                        |                         |                         |                                    |                                    |                                    |                                    |                                    |                                    |                  |                  |                  |                  |                  |                  |           |           |                   |                   |                   |                   |                          |                          |                          |                          |                          |                          |                   |                   |                   |                   |  |  |  |  |
|                                      |                                      |                                      |                                      |                                      |                                      |                                      |                                      |                                      |                                      |                            |                            |                            |                            |                           |                           |                            |                            |                            |                            |                               |                               |                               |                               |                                   |                                   |                                   |                                   |                                   |                                   |                             |                             |                              |                              |                              |                              |                              |                              |  |  |                               |                               |                               |                               |                                   |                                   |                                   |                                   |                                      |                                      |                                      |                                      |                                      |                                      |                              |                              |                                |                                |                                |                                |                                |                                |                   |                   |                              |                              |                              |                              |                                 |                                 |                                 |                                 |                                 |                                 |                               |                               |                               |                               |                             |                             |                                 |                                 |                                 |                                 |                                 |                                 |  |  |                                |                                |                                |                                |                                |                                |  |  |                          |                          |                                             |                                             |                                             |                                             |                                             |                                             |                                   |                                   |                                   |                                   |                                   |                                   |                           |                           |                               |                               |                               |                               |                               |                               | Guillaume d'Orange-Nassau (1840-1879) | Guillaume d'Orange-Nassau (1840-1879) | Guillaume d'Orange-Nassau (1840-1879) | Guillaume d'Orange-Nassau (1840-1879) | Guillaume d'Orange-Nassau (1840-1879) | Guillaume d'Orange-Nassau (1840-1879) |                                |                                | Maurice d'Orange-Nassau (1843-1850) | Maurice d'Orange-Nassau (1843-1850) | Maurice d'Orange-Nassau (1843-1850) | Maurice d'Orange-Nassau (1843-1850) | Maurice d'Orange-Nassau (1843-1850) | Maurice d'Orange-Nassau (1843-1850) |                                   |                                   | Alexandre d'Orange-Nassau (1851-1884) | Alexandre d'Orange-Nassau (1851-1884) | Alexandre d'Orange-Nassau (1851-1884) | Alexandre d'Orange-Nassau (1851-1884) | Alexandre d'Orange-Nassau (1851-1884)     | Alexandre d'Orange-Nassau (1851-1884)     |                                           |                                           | Henri de Mecklembourg-Schwerin (1876-1934) | Henri de Mecklembourg-Schwerin (1876-1934) | Henri de Mecklembourg-Schwerin (1876-1934)        | Henri de Mecklembourg-Schwerin (1876-1934)        | Henri de Mecklembourg-Schwerin (1876-1934)        | Henri de Mecklembourg-Schwerin (1876-1934)        |                                                   |                                                   | Wilhelmine des Pays-Bas (1880-1962) | Wilhelmine des Pays-Bas (1880-1962) | Wilhelmine des Pays-Bas (1880-1962)                | Wilhelmine des Pays-Bas (1880-1962)                | Wilhelmine des Pays-Bas (1880-1962)                | Wilhelmine des Pays-Bas (1880-1962)                |                                                    |                                                    |                               |                               |                                                      |                                                      |                                                      |                                                      |                                                      |                                                      |  |  |                                 |                                 |                                 |                                 |                                 |                                 |                                 |                                 |                                 |                                 |                               |                               |                               |                               |                        |                        |                                 |                                 |                                 |                                 |                                 |                                 |  |  |                                          |                                          |                                          |                                          |                                          |                                          |  |  |                               |                               |                               |                               |                               |                               |  |  |                             |                             |                             |                             |                               |                               |                               |                               |                               |                               |                               |                               |                               |                               |                      |                      |                               |                               |                               |                               |                               |                               |  |  |                           |                           |                           |                           |                           |                           |  |  |                               |                               |                               |                               |                               |                               |  |  |                          |                          |                          |                          |                          |                          |                        |                        |                         |                         |                                    |                                    |                                    |                                    |                                    |                                    |                  |                  |                  |                  |                  |                  |           |           |                   |                   |                   |                   |                          |                          |                          |                          |                          |                          |                   |                   |                   |                   |  |  |  |  |
|                                      |                                      |                                      |                                      |                                      |                                      |                                      |                                      |                                      |                                      |                            |                            |                            |                            |                           |                           |                            |                            |                            |                            |                               |                               |                               |                               |                                   |                                   |                                   |                                   |                                   |                                   |                             |                             |                              |                              |                              |                              |                              |                              |  |  |                               |                               |                               |                               |                                   |                                   |                                   |                                   |                                      |                                      |                                      |                                      |                                      |                                      |                              |                              |                                |                                |                                |                                |                                |                                |                   |                   |                              |                              |                              |                              |                                 |                                 |                                 |                                 |                                 |                                 |                               |                               |                               |                               |                             |                             |                                 |                                 |                                 |                                 |                                 |                                 |  |  |                                |                                |                                |                                |                                |                                |  |  |                          |                          |                                             |                                             |                                             |                                             |                                             |                                             |                                   |                                   |                                   |                                   |                                   |                                   |                           |                           |                               |                               |                               |                               |                               |                               | Guillaume d'Orange-Nassau (1840-1879) | Guillaume d'Orange-Nassau (1840-1879) | Guillaume d'Orange-Nassau (1840-1879) | Guillaume d'Orange-Nassau (1840-1879) | Guillaume d'Orange-Nassau (1840-1879) | Guillaume d'Orange-Nassau (1840-1879) |                                |                                | Maurice d'Orange-Nassau (1843-1850) | Maurice d'Orange-Nassau (1843-1850) | Maurice d'Orange-Nassau (1843-1850) | Maurice d'Orange-Nassau (1843-1850) | Maurice d'Orange-Nassau (1843-1850) | Maurice d'Orange-Nassau (1843-1850) |                                   |                                   | Alexandre d'Orange-Nassau (1851-1884) | Alexandre d'Orange-Nassau (1851-1884) | Alexandre d'Orange-Nassau (1851-1884) | Alexandre d'Orange-Nassau (1851-1884) | Alexandre d'Orange-Nassau (1851-1884)     | Alexandre d'Orange-Nassau (1851-1884)     |                                           |                                           | Henri de Mecklembourg-Schwerin (1876-1934) | Henri de Mecklembourg-Schwerin (1876-1934) | Henri de Mecklembourg-Schwerin (1876-1934)        | Henri de Mecklembourg-Schwerin (1876-1934)        | Henri de Mecklembourg-Schwerin (1876-1934)        | Henri de Mecklembourg-Schwerin (1876-1934)        |                                                   |                                                   | Wilhelmine des Pays-Bas (1880-1962) | Wilhelmine des Pays-Bas (1880-1962) | Wilhelmine des Pays-Bas (1880-1962)                | Wilhelmine des Pays-Bas (1880-1962)                | Wilhelmine des Pays-Bas (1880-1962)                | Wilhelmine des Pays-Bas (1880-1962)                |                                                    |                                                    |                               |                               |                                                      |                                                      |                                                      |                                                      |                                                      |                                                      |  |  |                                 |                                 |                                 |                                 |                                 |                                 |                                 |                                 |                                 |                                 |                               |                               |                               |                               |                        |                        |                                 |                                 |                                 |                                 |                                 |                                 |  |  |                                          |                                          |                                          |                                          |                                          |                                          |  |  |                               |                               |                               |                               |                               |                               |  |  |                             |                             |                             |                             |                               |                               |                               |                               |                               |                               |                               |                               |                               |                               |                      |                      |                               |                               |                               |                               |                               |                               |  |  |                           |                           |                           |                           |                           |                           |  |  |                               |                               |                               |                               |                               |                               |  |  |                          |                          |                          |                          |                          |                          |                        |                        |                         |                         |                                    |                                    |                                    |                                    |                                    |                                    |                  |                  |                  |                  |                  |                  |           |           |                   |                   |                   |                   |                          |                          |                          |                          |                          |                          |                   |                   |                   |                   |  |  |  |  |
|                                      |                                      |                                      |                                      |                                      |                                      |                                      |                                      |                                      |                                      |                            |                            |                            |                            |                           |                           |                            |                            |                            |                            |                               |                               |                               |                               |                                   |                                   |                                   |                                   |                                   |                                   |                             |                             |                              |                              |                              |                              |                              |                              |  |  |                               |                               |                               |                               |                                   |                                   |                                   |                                   |                                      |                                      |                                      |                                      |                                      |                                      |                              |                              |                                |                                |                                |                                |                                |                                |                   |                   |                              |                              |                              |                              |                                 |                                 |                                 |                                 |                                 |                                 |                               |                               |                               |                               |                             |                             |                                 |                                 |                                 |                                 |                                 |                                 |  |  |                                |                                |                                |                                |                                |                                |  |  |                          |                          |                                             |                                             |                                             |                                             |                                             |                                             |                                   |                                   |                                   |                                   |                                   |                                   |                           |                           |                               |                               |                               |                               |                               |                               |                                       |                                       |                                       |                                       |                                       |                                       |                                |                                |                                     |                                     |                                     |                                     |                                     |                                     |                                   |                                   |                                       |                                       |                                       |                                       |                                           |                                           |                                           |                                           |                                            |                                            |                                                   |                                                   |                                                   |                                                   |                                                   |                                                   |                                     |                                     |                                                    |                                                    |                                                    |                                                    |                                                    |                                                    |                               |                               |                                                      |                                                      |                                                      |                                                      |                                                      |                                                      |  |  |                                 |                                 |                                 |                                 |                                 |                                 |                                 |                                 |                                 |                                 |                               |                               |                               |                               |                        |                        |                                 |                                 |                                 |                                 |                                 |                                 |  |  |                                          |                                          |                                          |                                          |                                          |                                          |  |  |                               |                               |                               |                               |                               |                               |  |  |                             |                             |                             |                             |                               |                               |                               |                               |                               |                               |                               |                               |                               |                               |                      |                      |                               |                               |                               |                               |                               |                               |  |  |                           |                           |                           |                           |                           |                           |  |  |                               |                               |                               |                               |                               |                               |  |  |                          |                          |                          |                          |                          |                          |                        |                        |                         |                         |                                    |                                    |                                    |                                    |                                    |                                    |                  |                  |                  |                  |                  |                  |           |           |                   |                   |                   |                   |                          |                          |                          |                          |                          |                          |                   |                   |                   |                   |  |  |  |  |
|                                      |                                      |                                      |                                      |                                      |                                      |                                      |                                      |                                      |                                      |                            |                            |                            |                            |                           |                           |                            |                            |                            |                            |                               |                               |                               |                               |                                   |                                   |                                   |                                   |                                   |                                   |                             |                             |                              |                              |                              |                              |                              |                              |  |  |                               |                               |                               |                               |                                   |                                   |                                   |                                   |                                      |                                      |                                      |                                      |                                      |                                      |                              |                              |                                |                                |                                |                                |                                |                                |                   |                   |                              |                              |                              |                              |                                 |                                 |                                 |                                 |                                 |                                 |                               |                               |                               |                               |                             |                             |                                 |                                 |                                 |                                 |                                 |                                 |  |  |                                |                                |                                |                                |                                |                                |  |  |                          |                          |                                             |                                             |                                             |                                             |                                             |                                             |                                   |                                   |                                   |                                   |                                   |                                   |                           |                           |                               |                               |                               |                               |                               |                               |                                       |                                       |                                       |                                       |                                       |                                       |                                |                                |                                     |                                     |                                     |                                     |                                     |                                     |                                   |                                   |                                       |                                       |                                       |                                       | Bernhard de Lippe-Biesterfeld (1911-2004) | Bernhard de Lippe-Biesterfeld (1911-2004) | Bernhard de Lippe-Biesterfeld (1911-2004) | Bernhard de Lippe-Biesterfeld (1911-2004) | Bernhard de Lippe-Biesterfeld (1911-2004)  | Bernhard de Lippe-Biesterfeld (1911-2004)  |                                                   |                                                   | Juliana des Pays-Bas (1909-2004)                  | Juliana des Pays-Bas (1909-2004)                  | Juliana des Pays-Bas (1909-2004)                  | Juliana des Pays-Bas (1909-2004)                  | Juliana des Pays-Bas (1909-2004)    | Juliana des Pays-Bas (1909-2004)    |                                                    |                                                    |                                                    |                                                    |                                                    |                                                    |                               |                               |                                                      |                                                      |                                                      |                                                      |                                                      |                                                      |  |  |                                 |                                 |                                 |                                 |                                 |                                 |                                 |                                 |                                 |                                 |                               |                               |                               |                               |                        |                        |                                 |                                 |                                 |                                 |                                 |                                 |  |  |                                          |                                          |                                          |                                          |                                          |                                          |  |  |                               |                               |                               |                               |                               |                               |  |  |                             |                             |                             |                             |                               |                               |                               |                               |                               |                               |                               |                               |                               |                               |                      |                      |                               |                               |                               |                               |                               |                               |  |  |                           |                           |                           |                           |                           |                           |  |  |                               |                               |                               |                               |                               |                               |  |  |                          |                          |                          |                          |                          |                          |                        |                        |                         |                         |                                    |                                    |                                    |                                    |                                    |                                    |                  |                  |                  |                  |                  |                  |           |           |                   |                   |                   |                   |                          |                          |                          |                          |                          |                          |                   |                   |                   |                   |  |  |  |  |
|                                      |                                      |                                      |                                      |                                      |                                      |                                      |                                      |                                      |                                      |                            |                            |                            |                            |                           |                           |                            |                            |                            |                            |                               |                               |                               |                               |                                   |                                   |                                   |                                   |                                   |                                   |                             |                             |                              |                              |                              |                              |                              |                              |  |  |                               |                               |                               |                               |                                   |                                   |                                   |                                   |                                      |                                      |                                      |                                      |                                      |                                      |                              |                              |                                |                                |                                |                                |                                |                                |                   |                   |                              |                              |                              |                              |                                 |                                 |                                 |                                 |                                 |                                 |                               |                               |                               |                               |                             |                             |                                 |                                 |                                 |                                 |                                 |                                 |  |  |                                |                                |                                |                                |                                |                                |  |  |                          |                          |                                             |                                             |                                             |                                             |                                             |                                             |                                   |                                   |                                   |                                   |                                   |                                   |                           |                           |                               |                               |                               |                               |                               |                               |                                       |                                       |                                       |                                       |                                       |                                       |                                |                                |                                     |                                     |                                     |                                     |                                     |                                     |                                   |                                   |                                       |                                       |                                       |                                       | Bernhard de Lippe-Biesterfeld (1911-2004) | Bernhard de Lippe-Biesterfeld (1911-2004) | Bernhard de Lippe-Biesterfeld (1911-2004) | Bernhard de Lippe-Biesterfeld (1911-2004) | Bernhard de Lippe-Biesterfeld (1911-2004)  | Bernhard de Lippe-Biesterfeld (1911-2004)  |                                                   |                                                   | Juliana des Pays-Bas (1909-2004)                  | Juliana des Pays-Bas (1909-2004)                  | Juliana des Pays-Bas (1909-2004)                  | Juliana des Pays-Bas (1909-2004)                  | Juliana des Pays-Bas (1909-2004)    | Juliana des Pays-Bas (1909-2004)    |                                                    |                                                    |                                                    |                                                    |                                                    |                                                    |                               |                               |                                                      |                                                      |                                                      |                                                      |                                                      |                                                      |  |  |                                 |                                 |                                 |                                 |                                 |                                 |                                 |                                 |                                 |                                 |                               |                               |                               |                               |                        |                        |                                 |                                 |                                 |                                 |                                 |                                 |  |  |                                          |                                          |                                          |                                          |                                          |                                          |  |  |                               |                               |                               |                               |                               |                               |  |  |                             |                             |                             |                             |                               |                               |                               |                               |                               |                               |                               |                               |                               |                               |                      |                      |                               |                               |                               |                               |                               |                               |  |  |                           |                           |                           |                           |                           |                           |  |  |                               |                               |                               |                               |                               |                               |  |  |                          |                          |                          |                          |                          |                          |                        |                        |                         |                         |                                    |                                    |                                    |                                    |                                    |                                    |                  |                  |                  |                  |                  |                  |           |           |                   |                   |                   |                   |                          |                          |                          |                          |                          |                          |                   |                   |                   |                   |  |  |  |  |
|                                      |                                      |                                      |                                      |                                      |                                      |                                      |                                      |                                      |                                      |                            |                            |                            |                            |                           |                           |                            |                            |                            |                            |                               |                               |                               |                               |                                   |                                   |                                   |                                   |                                   |                                   |                             |                             |                              |                              |                              |                              |                              |                              |  |  |                               |                               |                               |                               |                                   |                                   |                                   |                                   |                                      |                                      |                                      |                                      |                                      |                                      |                              |                              |                                |                                |                                |                                |                                |                                |                   |                   |                              |                              |                              |                              |                                 |                                 |                                 |                                 |                                 |                                 |                               |                               |                               |                               |                             |                             |                                 |                                 |                                 |                                 |                                 |                                 |  |  |                                |                                |                                |                                |                                |                                |  |  |                          |                          |                                             |                                             |                                             |                                             |                                             |                                             |                                   |                                   |                                   |                                   |                                   |                                   |                           |                           |                               |                               |                               |                               |                               |                               |                                       |                                       |                                       |                                       |                                       |                                       |                                |                                |                                     |                                     |                                     |                                     |                                     |                                     |                                   |                                   |                                       |                                       |                                       |                                       |                                           |                                           |                                           |                                           |                                            |                                            |                                                   |                                                   |                                                   |                                                   |                                                   |                                                   |                                     |                                     |                                                    |                                                    |                                                    |                                                    |                                                    |                                                    |                               |                               |                                                      |                                                      |                                                      |                                                      |                                                      |                                                      |  |  |                                 |                                 |                                 |                                 |                                 |                                 |                                 |                                 |                                 |                                 |                               |                               |                               |                               |                        |                        |                                 |                                 |                                 |                                 |                                 |                                 |  |  |                                          |                                          |                                          |                                          |                                          |                                          |  |  |                               |                               |                               |                               |                               |                               |  |  |                             |                             |                             |                             |                               |                               |                               |                               |                               |                               |                               |                               |                               |                               |                      |                      |                               |                               |                               |                               |                               |                               |  |  |                           |                           |                           |                           |                           |                           |  |  |                               |                               |                               |                               |                               |                               |  |  |                          |                          |                          |                          |                          |                          |                        |                        |                         |                         |                                    |                                    |                                    |                                    |                                    |                                    |                  |                  |                  |                  |                  |                  |           |           |                   |                   |                   |                   |                          |                          |                          |                          |                          |                          |                   |                   |                   |                   |  |  |  |  |
|                                      |                                      |                                      |                                      |                                      |                                      |                                      |                                      |                                      |                                      |                            |                            |                            |                            |                           |                           |                            |                            |                            |                            |                               |                               |                               |                               |                                   |                                   |                                   |                                   |                                   |                                   |                             |                             |                              |                              |                              |                              |                              |                              |  |  |                               |                               |                               |                               |                                   |                                   |                                   |                                   |                                      |                                      |                                      |                                      |                                      |                                      |                              |                              |                                |                                |                                |                                |                                |                                |                   |                   |                              |                              |                              |                              |                                 |                                 |                                 |                                 |                                 |                                 |                               |                               |                               |                               |                             |                             |                                 |                                 |                                 |                                 |                                 |                                 |  |  |                                |                                |                                |                                |                                |                                |  |  |                          |                          |                                             |                                             |                                             |                                             |                                             |                                             |                                   |                                   |                                   |                                   |                                   |                                   |                           |                           |                               |                               |                               |                               |                               |                               |                                       |                                       |                                       |                                       |                                       |                                       |                                |                                |                                     |                                     |                                     |                                     |                                     |                                     |                                   |                                   |                                       |                                       |                                       |                                       |                                           |                                           |                                           |                                           |                                            |                                            |                                                   |                                                   |                                                   |                                                   |                                                   |                                                   |                                     |                                     |                                                    |                                                    |                                                    |                                                    |                                                    |                                                    |                               |                               |                                                      |                                                      |                                                      |                                                      |                                                      |                                                      |  |  |                                 |                                 |                                 |                                 |                                 |                                 |                                 |                                 |                                 |                                 |                               |                               |                               |                               |                        |                        |                                 |                                 |                                 |                                 |                                 |                                 |  |  |                                          |                                          |                                          |                                          |                                          |                                          |  |  |                               |                               |                               |                               |                               |                               |  |  |                             |                             |                             |                             |                               |                               |                               |                               |                               |                               |                               |                               |                               |                               |                      |                      |                               |                               |                               |                               |                               |                               |  |  |                           |                           |                           |                           |                           |                           |  |  |                               |                               |                               |                               |                               |                               |  |  |                          |                          |                          |                          |                          |                          |                        |                        |                         |                         |                                    |                                    |                                    |                                    |                                    |                                    |                  |                  |                  |                  |                  |                  |           |           |                   |                   |                   |                   |                          |                          |                          |                          |                          |                          |                   |                   |                   |                   |  |  |  |  |
|                                      |                                      |                                      |                                      |                                      |                                      |                                      |                                      |                                      |                                      |                            |                            |                            |                            |                           |                           |                            |                            |                            |                            | Claus von Amsberg (1926-2002) | Claus von Amsberg (1926-2002) | Claus von Amsberg (1926-2002) | Claus von Amsberg (1926-2002) | Claus von Amsberg (1926-2002)     | Claus von Amsberg (1926-2002)     |                                   |                                   | Béatrix des Pays-Bas (1938)       | Béatrix des Pays-Bas (1938)       | Béatrix des Pays-Bas (1938) | Béatrix des Pays-Bas (1938) | Béatrix des Pays-Bas (1938)  | Béatrix des Pays-Bas (1938)  |                              |                              |                              |                              |  |  |                               |                               |                               |                               |                                   |                                   |                                   |                                   |                                      |                                      |                                      |                                      |                                      |                                      |                              |                              |                                |                                |                                |                                |                                |                                |                   |                   |                              |                              |                              |                              |                                 |                                 |                                 |                                 |                                 |                                 |                               |                               |                               |                               |                             |                             |                                 |                                 |                                 |                                 |                                 |                                 |  |  |                                |                                |                                |                                |                                |                                |  |  |                          |                          | Charles-Hugues de Bourbon-Parme (1930-2010) | Charles-Hugues de Bourbon-Parme (1930-2010) | Charles-Hugues de Bourbon-Parme (1930-2010) | Charles-Hugues de Bourbon-Parme (1930-2010) | Charles-Hugues de Bourbon-Parme (1930-2010) | Charles-Hugues de Bourbon-Parme (1930-2010) |                                   |                                   | Irène des Pays-Bas (1939)         | Irène des Pays-Bas (1939)         | Irène des Pays-Bas (1939)         | Irène des Pays-Bas (1939)         | Irène des Pays-Bas (1939) | Irène des Pays-Bas (1939) |                               |                               |                               |                               |                               |                               |                                       |                                       |                                       |                                       |                                       |                                       |                                |                                |                                     |                                     |                                     |                                     |                                     |                                     |                                   |                                   |                                       |                                       |                                       |                                       |                                           |                                           |                                           |                                           |                                            |                                            |                                                   |                                                   |                                                   |                                                   |                                                   |                                                   |                                     |                                     |                                                    |                                                    |                                                    |                                                    |                                                    |                                                    |                               |                               |                                                      |                                                      |                                                      |                                                      |                                                      |                                                      |  |  |                                 |                                 |                                 |                                 |                                 |                                 |                                 |                                 | Pieter van Vollenhoven (1939)   | Pieter van Vollenhoven (1939)   | Pieter van Vollenhoven (1939) | Pieter van Vollenhoven (1939) | Pieter van Vollenhoven (1939) | Pieter van Vollenhoven (1939) |                        |                        | Margriet des Pays-Bas (1973)    | Margriet des Pays-Bas (1973)    | Margriet des Pays-Bas (1973)    | Margriet des Pays-Bas (1973)    | Margriet des Pays-Bas (1973)    | Margriet des Pays-Bas (1973)    |  |  |                                          |                                          |                                          |                                          |                                          |                                          |  |  |                               |                               |                               |                               |                               |                               |  |  |                             |                             |                             |                             |                               |                               |                               |                               |                               |                               |                               |                               |                               |                               |                      |                      |                               |                               |                               |                               |                               |                               |  |  |                           |                           |                           |                           |                           |                           |  |  |                               |                               |                               |                               |                               |                               |  |  |                          |                          | Jorge Guillermo (1946)   | Jorge Guillermo (1946)   | Jorge Guillermo (1946)   | Jorge Guillermo (1946)   | Jorge Guillermo (1946) | Jorge Guillermo (1946) |                         |                         | Christina des Pays-Bas (1947-2019) | Christina des Pays-Bas (1947-2019) | Christina des Pays-Bas (1947-2019) | Christina des Pays-Bas (1947-2019) | Christina des Pays-Bas (1947-2019) | Christina des Pays-Bas (1947-2019) |                  |                  |                  |                  |                  |                  |           |           |                   |                   |                   |                   |                          |                          |                          |                          |                          |                          |                   |                   |                   |                   |  |  |  |  |
|                                      |                                      |                                      |                                      |                                      |                                      |                                      |                                      |                                      |                                      |                            |                            |                            |                            |                           |                           |                            |                            |                            |                            | Claus von Amsberg (1926-2002) | Claus von Amsberg (1926-2002) | Claus von Amsberg (1926-2002) | Claus von Amsberg (1926-2002) | Claus von Amsberg (1926-2002)     | Claus von Amsberg (1926-2002)     |                                   |                                   | Béatrix des Pays-Bas (1938)       | Béatrix des Pays-Bas (1938)       | Béatrix des Pays-Bas (1938) | Béatrix des Pays-Bas (1938) | Béatrix des Pays-Bas (1938)  | Béatrix des Pays-Bas (1938)  |                              |                              |                              |                              |  |  |                               |                               |                               |                               |                                   |                                   |                                   |                                   |                                      |                                      |                                      |                                      |                                      |                                      |                              |                              |                                |                                |                                |                                |                                |                                |                   |                   |                              |                              |                              |                              |                                 |                                 |                                 |                                 |                                 |                                 |                               |                               |                               |                               |                             |                             |                                 |                                 |                                 |                                 |                                 |                                 |  |  |                                |                                |                                |                                |                                |                                |  |  |                          |                          | Charles-Hugues de Bourbon-Parme (1930-2010) | Charles-Hugues de Bourbon-Parme (1930-2010) | Charles-Hugues de Bourbon-Parme (1930-2010) | Charles-Hugues de Bourbon-Parme (1930-2010) | Charles-Hugues de Bourbon-Parme (1930-2010) | Charles-Hugues de Bourbon-Parme (1930-2010) |                                   |                                   | Irène des Pays-Bas (1939)         | Irène des Pays-Bas (1939)         | Irène des Pays-Bas (1939)         | Irène des Pays-Bas (1939)         | Irène des Pays-Bas (1939) | Irène des Pays-Bas (1939) |                               |                               |                               |                               |                               |                               |                                       |                                       |                                       |                                       |                                       |                                       |                                |                                |                                     |                                     |                                     |                                     |                                     |                                     |                                   |                                   |                                       |                                       |                                       |                                       |                                           |                                           |                                           |                                           |                                            |                                            |                                                   |                                                   |                                                   |                                                   |                                                   |                                                   |                                     |                                     |                                                    |                                                    |                                                    |                                                    |                                                    |                                                    |                               |                               |                                                      |                                                      |                                                      |                                                      |                                                      |                                                      |  |  |                                 |                                 |                                 |                                 |                                 |                                 |                                 |                                 | Pieter van Vollenhoven (1939)   | Pieter van Vollenhoven (1939)   | Pieter van Vollenhoven (1939) | Pieter van Vollenhoven (1939) | Pieter van Vollenhoven (1939) | Pieter van Vollenhoven (1939) |                        |                        | Margriet des Pays-Bas (1973)    | Margriet des Pays-Bas (1973)    | Margriet des Pays-Bas (1973)    | Margriet des Pays-Bas (1973)    | Margriet des Pays-Bas (1973)    | Margriet des Pays-Bas (1973)    |  |  |                                          |                                          |                                          |                                          |                                          |                                          |  |  |                               |                               |                               |                               |                               |                               |  |  |                             |                             |                             |                             |                               |                               |                               |                               |                               |                               |                               |                               |                               |                               |                      |                      |                               |                               |                               |                               |                               |                               |  |  |                           |                           |                           |                           |                           |                           |  |  |                               |                               |                               |                               |                               |                               |  |  |                          |                          | Jorge Guillermo (1946)   | Jorge Guillermo (1946)   | Jorge Guillermo (1946)   | Jorge Guillermo (1946)   | Jorge Guillermo (1946) | Jorge Guillermo (1946) |                         |                         | Christina des Pays-Bas (1947-2019) | Christina des Pays-Bas (1947-2019) | Christina des Pays-Bas (1947-2019) | Christina des Pays-Bas (1947-2019) | Christina des Pays-Bas (1947-2019) | Christina des Pays-Bas (1947-2019) |                  |                  |                  |                  |                  |                  |           |           |                   |                   |                   |                   |                          |                          |                          |                          |                          |                          |                   |                   |                   |                   |  |  |  |  |
|                                      |                                      |                                      |                                      |                                      |                                      |                                      |                                      |                                      |                                      |                            |                            |                            |                            |                           |                           |                            |                            |                            |                            |                               |                               |                               |                               |                                   |                                   |                                   |                                   |                                   |                                   |                             |                             |                              |                              |                              |                              |                              |                              |  |  |                               |                               |                               |                               |                                   |                                   |                                   |                                   |                                      |                                      |                                      |                                      |                                      |                                      |                              |                              |                                |                                |                                |                                |                                |                                |                   |                   |                              |                              |                              |                              |                                 |                                 |                                 |                                 |                                 |                                 |                               |                               |                               |                               |                             |                             |                                 |                                 |                                 |                                 |                                 |                                 |  |  |                                |                                |                                |                                |                                |                                |  |  |                          |                          |                                             |                                             |                                             |                                             |                                             |                                             |                                   |                                   |                                   |                                   |                                   |                                   |                           |                           |                               |                               |                               |                               |                               |                               |                                       |                                       |                                       |                                       |                                       |                                       |                                |                                |                                     |                                     |                                     |                                     |                                     |                                     |                                   |                                   |                                       |                                       |                                       |                                       |                                           |                                           |                                           |                                           |                                            |                                            |                                                   |                                                   |                                                   |                                                   |                                                   |                                                   |                                     |                                     |                                                    |                                                    |                                                    |                                                    |                                                    |                                                    |                               |                               |                                                      |                                                      |                                                      |                                                      |                                                      |                                                      |  |  |                                 |                                 |                                 |                                 |                                 |                                 |                                 |                                 |                                 |                                 |                               |                               |                               |                               |                        |                        |                                 |                                 |                                 |                                 |                                 |                                 |  |  |                                          |                                          |                                          |                                          |                                          |                                          |  |  |                               |                               |                               |                               |                               |                               |  |  |                             |                             |                             |                             |                               |                               |                               |                               |                               |                               |                               |                               |                               |                               |                      |                      |                               |                               |                               |                               |                               |                               |  |  |                           |                           |                           |                           |                           |                           |  |  |                               |                               |                               |                               |                               |                               |  |  |                          |                          |                          |                          |                          |                          |                        |                        |                         |                         |                                    |                                    |                                    |                                    |                                    |                                    |                  |                  |                  |                  |                  |                  |           |           |                   |                   |                   |                   |                          |                          |                          |                          |                          |                          |                   |                   |                   |                   |  |  |  |  |
|                                      |                                      |                                      |                                      |                                      |                                      |                                      |                                      |                                      |                                      |                            |                            |                            |                            |                           |                           |                            |                            |                            |                            |                               |                               |                               |                               |                                   |                                   |                                   |                                   |                                   |                                   |                             |                             |                              |                              |                              |                              |                              |                              |  |  |                               |                               |                               |                               |                                   |                                   |                                   |                                   |                                      |                                      |                                      |                                      |                                      |                                      |                              |                              |                                |                                |                                |                                |                                |                                |                   |                   |                              |                              |                              |                              |                                 |                                 |                                 |                                 |                                 |                                 |                               |                               |                               |                               |                             |                             |                                 |                                 |                                 |                                 |                                 |                                 |  |  |                                |                                |                                |                                |                                |                                |  |  |                          |                          |                                             |                                             |                                             |                                             |                                             |                                             |                                   |                                   |                                   |                                   |                                   |                                   |                           |                           |                               |                               |                               |                               |                               |                               |                                       |                                       |                                       |                                       |                                       |                                       |                                |                                |                                     |                                     |                                     |                                     |                                     |                                     |                                   |                                   |                                       |                                       |                                       |                                       |                                           |                                           |                                           |                                           |                                            |                                            |                                                   |                                                   |                                                   |                                                   |                                                   |                                                   |                                     |                                     |                                                    |                                                    |                                                    |                                                    |                                                    |                                                    |                               |                               |                                                      |                                                      |                                                      |                                                      |                                                      |                                                      |  |  |                                 |                                 |                                 |                                 |                                 |                                 |                                 |                                 |                                 |                                 |                               |                               |                               |                               |                        |                        |                                 |                                 |                                 |                                 |                                 |                                 |  |  |                                          |                                          |                                          |                                          |                                          |                                          |  |  |                               |                               |                               |                               |                               |                               |  |  |                             |                             |                             |                             |                               |                               |                               |                               |                               |                               |                               |                               |                               |                               |                      |                      |                               |                               |                               |                               |                               |                               |  |  |                           |                           |                           |                           |                           |                           |  |  |                               |                               |                               |                               |                               |                               |  |  |                          |                          |                          |                          |                          |                          |                        |                        |                         |                         |                                    |                                    |                                    |                                    |                                    |                                    |                  |                  |                  |                  |                  |                  |           |           |                   |                   |                   |                   |                          |                          |                          |                          |                          |                          |                   |                   |                   |                   |  |  |  |  |
|                                      |                                      |                                      |                                      | Willem-Alexander des Pays-Bas (1967) | Willem-Alexander des Pays-Bas (1967) | Willem-Alexander des Pays-Bas (1967) | Willem-Alexander des Pays-Bas (1967) | Willem-Alexander des Pays-Bas (1967) | Willem-Alexander des Pays-Bas (1967) |                            |                            | Máxima Zorreguieta (1971)  | Máxima Zorreguieta (1971)  | Máxima Zorreguieta (1971) | Máxima Zorreguieta (1971) | Máxima Zorreguieta (1971)  | Máxima Zorreguieta (1971)  |                            |                            |                               |                               |                               |                               | Friso d'Orange-Nassau (1968-2013) | Friso d'Orange-Nassau (1968-2013) | Friso d'Orange-Nassau (1968-2013) | Friso d'Orange-Nassau (1968-2013) | Friso d'Orange-Nassau (1968-2013) | Friso d'Orange-Nassau (1968-2013) |                             |                             | Mabel Wisse Smit (1968)      | Mabel Wisse Smit (1968)      | Mabel Wisse Smit (1968)      | Mabel Wisse Smit (1968)      | Mabel Wisse Smit (1968)      | Mabel Wisse Smit (1968)      |  |  |                               |                               |                               |                               | Constantin d'Orange-Nassau (1969) | Constantin d'Orange-Nassau (1969) | Constantin d'Orange-Nassau (1969) | Constantin d'Orange-Nassau (1969) | Constantin d'Orange-Nassau (1969)    | Constantin d'Orange-Nassau (1969)    |                                      |                                      | Laurentien Brinkhorst (1966)         | Laurentien Brinkhorst (1966)         | Laurentien Brinkhorst (1966) | Laurentien Brinkhorst (1966) | Laurentien Brinkhorst (1966)   | Laurentien Brinkhorst (1966)   |                                |                                | Brigitte Klynstra              | Brigitte Klynstra              | Brigitte Klynstra | Brigitte Klynstra | Brigitte Klynstra            | Brigitte Klynstra            |                              |                              | Charles de Bourbon-Parme (1970) | Charles de Bourbon-Parme (1970) | Charles de Bourbon-Parme (1970) | Charles de Bourbon-Parme (1970) | Charles de Bourbon-Parme (1970) | Charles de Bourbon-Parme (1970) |                               |                               | Annemarie van Weezel (1977)   | Annemarie van Weezel (1977)   | Annemarie van Weezel (1977) | Annemarie van Weezel (1977) | Annemarie van Weezel (1977)     | Annemarie van Weezel (1977)     |                                 |                                 |                                 |                                 |  |  |                                |                                |                                |                                |                                |                                |  |  | Tjalling ten Cate (1975) | Tjalling ten Cate (1975) | Tjalling ten Cate (1975)                    | Tjalling ten Cate (1975)                    | Tjalling ten Cate (1975)                    | Tjalling ten Cate (1975)                    |                                             |                                             | Margarita de Bourbon-Parme (1972) | Margarita de Bourbon-Parme (1972) | Margarita de Bourbon-Parme (1972) | Margarita de Bourbon-Parme (1972) | Margarita de Bourbon-Parme (1972) | Margarita de Bourbon-Parme (1972) |                           |                           | Jaime de Bourbon-Parme (1972) | Jaime de Bourbon-Parme (1972) | Jaime de Bourbon-Parme (1972) | Jaime de Bourbon-Parme (1972) | Jaime de Bourbon-Parme (1972) | Jaime de Bourbon-Parme (1972) |                                       |                                       | Viktória Cservenyák (1982)            | Viktória Cservenyák (1982)            | Viktória Cservenyák (1982)            | Viktória Cservenyák (1982)            | Viktória Cservenyák (1982)     | Viktória Cservenyák (1982)     |                                     |                                     | Albert Brenninkmeijer (1974)        | Albert Brenninkmeijer (1974)        | Albert Brenninkmeijer (1974)        | Albert Brenninkmeijer (1974)        | Albert Brenninkmeijer (1974)      | Albert Brenninkmeijer (1974)      |                                       |                                       | Carolina de Bourbon-Parme (1974)      | Carolina de Bourbon-Parme (1974)      | Carolina de Bourbon-Parme (1974)          | Carolina de Bourbon-Parme (1974)          | Carolina de Bourbon-Parme (1974)          | Carolina de Bourbon-Parme (1974)          |                                            |                                            |                                                   |                                                   |                                                   |                                                   | Maurits van Vollenhoven (1968)                    | Maurits van Vollenhoven (1968)                    | Maurits van Vollenhoven (1968)      | Maurits van Vollenhoven (1968)      | Maurits van Vollenhoven (1968)                     | Maurits van Vollenhoven (1968)                     |                                                    |                                                    | Marilène van den Broek (1970)                      | Marilène van den Broek (1970)                      | Marilène van den Broek (1970) | Marilène van den Broek (1970) | Marilène van den Broek (1970)                        | Marilène van den Broek (1970)                        |                                                      |                                                      |                                                      |                                                      |  |  |                                 |                                 |                                 |                                 | Bernhard van Vollenhoven (1969) | Bernhard van Vollenhoven (1969) | Bernhard van Vollenhoven (1969) | Bernhard van Vollenhoven (1969) | Bernhard van Vollenhoven (1969) | Bernhard van Vollenhoven (1969) |                               |                               | Annette Sekrève (1972)        | Annette Sekrève (1972)        | Annette Sekrève (1972) | Annette Sekrève (1972) | Annette Sekrève (1972)          | Annette Sekrève (1972)          |                                 |                                 |                                 |                                 |  |  | Pieter-Christiaan van Vollenhoven (1972) | Pieter-Christiaan van Vollenhoven (1972) | Pieter-Christiaan van Vollenhoven (1972) | Pieter-Christiaan van Vollenhoven (1972) | Pieter-Christiaan van Vollenhoven (1972) | Pieter-Christiaan van Vollenhoven (1972) |  |  | Anita van Eijk (1969)         | Anita van Eijk (1969)         | Anita van Eijk (1969)         | Anita van Eijk (1969)         | Anita van Eijk (1969)         | Anita van Eijk (1969)         |  |  |                             |                             |                             |                             | Floris van Vollenhoven (1975) | Floris van Vollenhoven (1975) | Floris van Vollenhoven (1975) | Floris van Vollenhoven (1975) | Floris van Vollenhoven (1975) | Floris van Vollenhoven (1975) |                               |                               | Aimée Söhngen (1977)          | Aimée Söhngen (1977)          | Aimée Söhngen (1977) | Aimée Söhngen (1977) | Aimée Söhngen (1977)          | Aimée Söhngen (1977)          |                               |                               |                               |                               |  |  | Bernardo Guillermo (1977) | Bernardo Guillermo (1977) | Bernardo Guillermo (1977) | Bernardo Guillermo (1977) | Bernardo Guillermo (1977) | Bernardo Guillermo (1977) |  |  | Eva-Marie Prinz-Valdez (1979) | Eva-Marie Prinz-Valdez (1979) | Eva-Marie Prinz-Valdez (1979) | Eva-Marie Prinz-Valdez (1979) | Eva-Marie Prinz-Valdez (1979) | Eva-Marie Prinz-Valdez (1979) |  |  | Nicolás Guillermo (1979) | Nicolás Guillermo (1979) | Nicolás Guillermo (1979) | Nicolás Guillermo (1979) | Nicolás Guillermo (1979) | Nicolás Guillermo (1979) |                        |                        | Leah-Michelle Pilon     | Leah-Michelle Pilon     | Leah-Michelle Pilon                | Leah-Michelle Pilon                | Leah-Michelle Pilon                | Leah-Michelle Pilon                |                                    |                                    |                  |                  |                  |                  | Tao Bodhi        | Tao Bodhi        | Tao Bodhi | Tao Bodhi | Tao Bodhi         | Tao Bodhi         |                   |                   | Juliana Guillermo (1981) | Juliana Guillermo (1981) | Juliana Guillermo (1981) | Juliana Guillermo (1981) | Juliana Guillermo (1981) | Juliana Guillermo (1981) |                   |                   |                   |                   |  |  |  |  |
|                                      |                                      |                                      |                                      | Willem-Alexander des Pays-Bas (1967) | Willem-Alexander des Pays-Bas (1967) | Willem-Alexander des Pays-Bas (1967) | Willem-Alexander des Pays-Bas (1967) | Willem-Alexander des Pays-Bas (1967) | Willem-Alexander des Pays-Bas (1967) |                            |                            | Máxima Zorreguieta (1971)  | Máxima Zorreguieta (1971)  | Máxima Zorreguieta (1971) | Máxima Zorreguieta (1971) | Máxima Zorreguieta (1971)  | Máxima Zorreguieta (1971)  |                            |                            |                               |                               |                               |                               | Friso d'Orange-Nassau (1968-2013) | Friso d'Orange-Nassau (1968-2013) | Friso d'Orange-Nassau (1968-2013) | Friso d'Orange-Nassau (1968-2013) | Friso d'Orange-Nassau (1968-2013) | Friso d'Orange-Nassau (1968-2013) |                             |                             | Mabel Wisse Smit (1968)      | Mabel Wisse Smit (1968)      | Mabel Wisse Smit (1968)      | Mabel Wisse Smit (1968)      | Mabel Wisse Smit (1968)      | Mabel Wisse Smit (1968)      |  |  |                               |                               |                               |                               | Constantin d'Orange-Nassau (1969) | Constantin d'Orange-Nassau (1969) | Constantin d'Orange-Nassau (1969) | Constantin d'Orange-Nassau (1969) | Constantin d'Orange-Nassau (1969)    | Constantin d'Orange-Nassau (1969)    |                                      |                                      | Laurentien Brinkhorst (1966)         | Laurentien Brinkhorst (1966)         | Laurentien Brinkhorst (1966) | Laurentien Brinkhorst (1966) | Laurentien Brinkhorst (1966)   | Laurentien Brinkhorst (1966)   |                                |                                | Brigitte Klynstra              | Brigitte Klynstra              | Brigitte Klynstra | Brigitte Klynstra | Brigitte Klynstra            | Brigitte Klynstra            |                              |                              | Charles de Bourbon-Parme (1970) | Charles de Bourbon-Parme (1970) | Charles de Bourbon-Parme (1970) | Charles de Bourbon-Parme (1970) | Charles de Bourbon-Parme (1970) | Charles de Bourbon-Parme (1970) |                               |                               | Annemarie van Weezel (1977)   | Annemarie van Weezel (1977)   | Annemarie van Weezel (1977) | Annemarie van Weezel (1977) | Annemarie van Weezel (1977)     | Annemarie van Weezel (1977)     |                                 |                                 |                                 |                                 |  |  |                                |                                |                                |                                |                                |                                |  |  | Tjalling ten Cate (1975) | Tjalling ten Cate (1975) | Tjalling ten Cate (1975)                    | Tjalling ten Cate (1975)                    | Tjalling ten Cate (1975)                    | Tjalling ten Cate (1975)                    |                                             |                                             | Margarita de Bourbon-Parme (1972) | Margarita de Bourbon-Parme (1972) | Margarita de Bourbon-Parme (1972) | Margarita de Bourbon-Parme (1972) | Margarita de Bourbon-Parme (1972) | Margarita de Bourbon-Parme (1972) |                           |                           | Jaime de Bourbon-Parme (1972) | Jaime de Bourbon-Parme (1972) | Jaime de Bourbon-Parme (1972) | Jaime de Bourbon-Parme (1972) | Jaime de Bourbon-Parme (1972) | Jaime de Bourbon-Parme (1972) |                                       |                                       | Viktória Cservenyák (1982)            | Viktória Cservenyák (1982)            | Viktória Cservenyák (1982)            | Viktória Cservenyák (1982)            | Viktória Cservenyák (1982)     | Viktória Cservenyák (1982)     |                                     |                                     | Albert Brenninkmeijer (1974)        | Albert Brenninkmeijer (1974)        | Albert Brenninkmeijer (1974)        | Albert Brenninkmeijer (1974)        | Albert Brenninkmeijer (1974)      | Albert Brenninkmeijer (1974)      |                                       |                                       | Carolina de Bourbon-Parme (1974)      | Carolina de Bourbon-Parme (1974)      | Carolina de Bourbon-Parme (1974)          | Carolina de Bourbon-Parme (1974)          | Carolina de Bourbon-Parme (1974)          | Carolina de Bourbon-Parme (1974)          |                                            |                                            |                                                   |                                                   |                                                   |                                                   | Maurits van Vollenhoven (1968)                    | Maurits van Vollenhoven (1968)                    | Maurits van Vollenhoven (1968)      | Maurits van Vollenhoven (1968)      | Maurits van Vollenhoven (1968)                     | Maurits van Vollenhoven (1968)                     |                                                    |                                                    | Marilène van den Broek (1970)                      | Marilène van den Broek (1970)                      | Marilène van den Broek (1970) | Marilène van den Broek (1970) | Marilène van den Broek (1970)                        | Marilène van den Broek (1970)                        |                                                      |                                                      |                                                      |                                                      |  |  |                                 |                                 |                                 |                                 | Bernhard van Vollenhoven (1969) | Bernhard van Vollenhoven (1969) | Bernhard van Vollenhoven (1969) | Bernhard van Vollenhoven (1969) | Bernhard van Vollenhoven (1969) | Bernhard van Vollenhoven (1969) |                               |                               | Annette Sekrève (1972)        | Annette Sekrève (1972)        | Annette Sekrève (1972) | Annette Sekrève (1972) | Annette Sekrève (1972)          | Annette Sekrève (1972)          |                                 |                                 |                                 |                                 |  |  | Pieter-Christiaan van Vollenhoven (1972) | Pieter-Christiaan van Vollenhoven (1972) | Pieter-Christiaan van Vollenhoven (1972) | Pieter-Christiaan van Vollenhoven (1972) | Pieter-Christiaan van Vollenhoven (1972) | Pieter-Christiaan van Vollenhoven (1972) |  |  | Anita van Eijk (1969)         | Anita van Eijk (1969)         | Anita van Eijk (1969)         | Anita van Eijk (1969)         | Anita van Eijk (1969)         | Anita van Eijk (1969)         |  |  |                             |                             |                             |                             | Floris van Vollenhoven (1975) | Floris van Vollenhoven (1975) | Floris van Vollenhoven (1975) | Floris van Vollenhoven (1975) | Floris van Vollenhoven (1975) | Floris van Vollenhoven (1975) |                               |                               | Aimée Söhngen (1977)          | Aimée Söhngen (1977)          | Aimée Söhngen (1977) | Aimée Söhngen (1977) | Aimée Söhngen (1977)          | Aimée Söhngen (1977)          |                               |                               |                               |                               |  |  | Bernardo Guillermo (1977) | Bernardo Guillermo (1977) | Bernardo Guillermo (1977) | Bernardo Guillermo (1977) | Bernardo Guillermo (1977) | Bernardo Guillermo (1977) |  |  | Eva-Marie Prinz-Valdez (1979) | Eva-Marie Prinz-Valdez (1979) | Eva-Marie Prinz-Valdez (1979) | Eva-Marie Prinz-Valdez (1979) | Eva-Marie Prinz-Valdez (1979) | Eva-Marie Prinz-Valdez (1979) |  |  | Nicolás Guillermo (1979) | Nicolás Guillermo (1979) | Nicolás Guillermo (1979) | Nicolás Guillermo (1979) | Nicolás Guillermo (1979) | Nicolás Guillermo (1979) |                        |                        | Leah-Michelle Pilon     | Leah-Michelle Pilon     | Leah-Michelle Pilon                | Leah-Michelle Pilon                | Leah-Michelle Pilon                | Leah-Michelle Pilon                |                                    |                                    |                  |                  |                  |                  | Tao Bodhi        | Tao Bodhi        | Tao Bodhi | Tao Bodhi | Tao Bodhi         | Tao Bodhi         |                   |                   | Juliana Guillermo (1981) | Juliana Guillermo (1981) | Juliana Guillermo (1981) | Juliana Guillermo (1981) | Juliana Guillermo (1981) | Juliana Guillermo (1981) |                   |                   |                   |                   |  |  |  |  |
|                                      |                                      |                                      |                                      |                                      |                                      |                                      |                                      |                                      |                                      |                            |                            |                            |                            |                           |                           |                            |                            |                            |                            |                               |                               |                               |                               |                                   |                                   |                                   |                                   |                                   |                                   |                             |                             |                              |                              |                              |                              |                              |                              |  |  |                               |                               |                               |                               |                                   |                                   |                                   |                                   |                                      |                                      |                                      |                                      |                                      |                                      |                              |                              |                                |                                |                                |                                |                                |                                |                   |                   |                              |                              |                              |                              |                                 |                                 |                                 |                                 |                                 |                                 |                               |                               |                               |                               |                             |                             |                                 |                                 |                                 |                                 |                                 |                                 |  |  |                                |                                |                                |                                |                                |                                |  |  |                          |                          |                                             |                                             |                                             |                                             |                                             |                                             |                                   |                                   |                                   |                                   |                                   |                                   |                           |                           |                               |                               |                               |                               |                               |                               |                                       |                                       |                                       |                                       |                                       |                                       |                                |                                |                                     |                                     |                                     |                                     |                                     |                                     |                                   |                                   |                                       |                                       |                                       |                                       |                                           |                                           |                                           |                                           |                                            |                                            |                                                   |                                                   |                                                   |                                                   |                                                   |                                                   |                                     |                                     |                                                    |                                                    |                                                    |                                                    |                                                    |                                                    |                               |                               |                                                      |                                                      |                                                      |                                                      |                                                      |                                                      |  |  |                                 |                                 |                                 |                                 |                                 |                                 |                                 |                                 |                                 |                                 |                               |                               |                               |                               |                        |                        |                                 |                                 |                                 |                                 |                                 |                                 |  |  |                                          |                                          |                                          |                                          |                                          |                                          |  |  |                               |                               |                               |                               |                               |                               |  |  |                             |                             |                             |                             |                               |                               |                               |                               |                               |                               |                               |                               |                               |                               |                      |                      |                               |                               |                               |                               |                               |                               |  |  |                           |                           |                           |                           |                           |                           |  |  |                               |                               |                               |                               |                               |                               |  |  |                          |                          |                          |                          |                          |                          |                        |                        |                         |                         |                                    |                                    |                                    |                                    |                                    |                                    |                  |                  |                  |                  |                  |                  |           |           |                   |                   |                   |                   |                          |                          |                          |                          |                          |                          |                   |                   |                   |                   |  |  |  |  |
|                                      |                                      |                                      |                                      |                                      |                                      |                                      |                                      |                                      |                                      |                            |                            |                            |                            |                           |                           |                            |                            |                            |                            |                               |                               |                               |                               |                                   |                                   |                                   |                                   |                                   |                                   |                             |                             |                              |                              |                              |                              |                              |                              |  |  |                               |                               |                               |                               |                                   |                                   |                                   |                                   |                                      |                                      |                                      |                                      |                                      |                                      |                              |                              |                                |                                |                                |                                |                                |                                |                   |                   |                              |                              |                              |                              |                                 |                                 |                                 |                                 |                                 |                                 |                               |                               |                               |                               |                             |                             |                                 |                                 |                                 |                                 |                                 |                                 |  |  |                                |                                |                                |                                |                                |                                |  |  |                          |                          |                                             |                                             |                                             |                                             |                                             |                                             |                                   |                                   |                                   |                                   |                                   |                                   |                           |                           |                               |                               |                               |                               |                               |                               |                                       |                                       |                                       |                                       |                                       |                                       |                                |                                |                                     |                                     |                                     |                                     |                                     |                                     |                                   |                                   |                                       |                                       |                                       |                                       |                                           |                                           |                                           |                                           |                                            |                                            |                                                   |                                                   |                                                   |                                                   |                                                   |                                                   |                                     |                                     |                                                    |                                                    |                                                    |                                                    |                                                    |                                                    |                               |                               |                                                      |                                                      |                                                      |                                                      |                                                      |                                                      |  |  |                                 |                                 |                                 |                                 |                                 |                                 |                                 |                                 |                                 |                                 |                               |                               |                               |                               |                        |                        |                                 |                                 |                                 |                                 |                                 |                                 |  |  |                                          |                                          |                                          |                                          |                                          |                                          |  |  |                               |                               |                               |                               |                               |                               |  |  |                             |                             |                             |                             |                               |                               |                               |                               |                               |                               |                               |                               |                               |                               |                      |                      |                               |                               |                               |                               |                               |                               |  |  |                           |                           |                           |                           |                           |                           |  |  |                               |                               |                               |                               |                               |                               |  |  |                          |                          |                          |                          |                          |                          |                        |                        |                         |                         |                                    |                                    |                                    |                                    |                                    |                                    |                  |                  |                  |                  |                  |                  |           |           |                   |                   |                   |                   |                          |                          |                          |                          |                          |                          |                   |                   |                   |                   |  |  |  |  |
| Catharina-Amalia des Pays-Bas (2003) | Catharina-Amalia des Pays-Bas (2003) | Catharina-Amalia des Pays-Bas (2003) | Catharina-Amalia des Pays-Bas (2003) | Catharina-Amalia des Pays-Bas (2003) | Catharina-Amalia des Pays-Bas (2003) |                                      |                                      | Alexia des Pays-Bas (2005)           | Alexia des Pays-Bas (2005)           | Alexia des Pays-Bas (2005) | Alexia des Pays-Bas (2005) | Alexia des Pays-Bas (2005) | Alexia des Pays-Bas (2005) |                           |                           | Ariane des Pays-Bas (2007) | Ariane des Pays-Bas (2007) | Ariane des Pays-Bas (2007) | Ariane des Pays-Bas (2007) | Ariane des Pays-Bas (2007)    | Ariane des Pays-Bas (2007)    |                               |                               | Luana d'Orange-Nassau (2005)      | Luana d'Orange-Nassau (2005)      | Luana d'Orange-Nassau (2005)      | Luana d'Orange-Nassau (2005)      | Luana d'Orange-Nassau (2005)      | Luana d'Orange-Nassau (2005)      |                             |                             | Zaria d'Orange-Nassau (2006) | Zaria d'Orange-Nassau (2006) | Zaria d'Orange-Nassau (2006) | Zaria d'Orange-Nassau (2006) | Zaria d'Orange-Nassau (2006) | Zaria d'Orange-Nassau (2006) |  |  | Eloise d'Orange-Nassau (2002) | Eloise d'Orange-Nassau (2002) | Eloise d'Orange-Nassau (2002) | Eloise d'Orange-Nassau (2002) | Eloise d'Orange-Nassau (2002)     | Eloise d'Orange-Nassau (2002)     |                                   |                                   | Claus-Casimir d'Orange-Nassau (2004) | Claus-Casimir d'Orange-Nassau (2004) | Claus-Casimir d'Orange-Nassau (2004) | Claus-Casimir d'Orange-Nassau (2004) | Claus-Casimir d'Orange-Nassau (2004) | Claus-Casimir d'Orange-Nassau (2004) |                              |                              | Leonore d'Orange-Nassau (2006) | Leonore d'Orange-Nassau (2006) | Leonore d'Orange-Nassau (2006) | Leonore d'Orange-Nassau (2006) | Leonore d'Orange-Nassau (2006) | Leonore d'Orange-Nassau (2006) |                   |                   | Hugo de Bourbon-Parme (1997) | Hugo de Bourbon-Parme (1997) | Hugo de Bourbon-Parme (1997) | Hugo de Bourbon-Parme (1997) | Hugo de Bourbon-Parme (1997)    | Hugo de Bourbon-Parme (1997)    |                                 |                                 | Luisa de Bourbon-Parme (2012)   | Luisa de Bourbon-Parme (2012)   | Luisa de Bourbon-Parme (2012) | Luisa de Bourbon-Parme (2012) | Luisa de Bourbon-Parme (2012) | Luisa de Bourbon-Parme (2012) |                             |                             | Cécilia de Bourbon-Parme (2013) | Cécilia de Bourbon-Parme (2013) | Cécilia de Bourbon-Parme (2013) | Cécilia de Bourbon-Parme (2013) | Cécilia de Bourbon-Parme (2013) | Cécilia de Bourbon-Parme (2013) |  |  | Carlos de Bourbon-Parme (2016) | Carlos de Bourbon-Parme (2016) | Carlos de Bourbon-Parme (2016) | Carlos de Bourbon-Parme (2016) | Carlos de Bourbon-Parme (2016) | Carlos de Bourbon-Parme (2016) |  |  | Julia ten Cate (2008)    | Julia ten Cate (2008)    | Julia ten Cate (2008)                       | Julia ten Cate (2008)                       | Julia ten Cate (2008)                       | Julia ten Cate (2008)                       |                                             |                                             | Paola ten Cate (2011)             | Paola ten Cate (2011)             | Paola ten Cate (2011)             | Paola ten Cate (2011)             | Paola ten Cate (2011)             | Paola ten Cate (2011)             |                           |                           | Zita de Bourbon-Parme (2014)  | Zita de Bourbon-Parme (2014)  | Zita de Bourbon-Parme (2014)  | Zita de Bourbon-Parme (2014)  | Zita de Bourbon-Parme (2014)  | Zita de Bourbon-Parme (2014)  |                                       |                                       | Gloria de Bourbon-Parme (2016)        | Gloria de Bourbon-Parme (2016)        | Gloria de Bourbon-Parme (2016)        | Gloria de Bourbon-Parme (2016)        | Gloria de Bourbon-Parme (2016) | Gloria de Bourbon-Parme (2016) |                                     |                                     | Alaïa-Maria Brenninkmeijer (2014)   | Alaïa-Maria Brenninkmeijer (2014)   | Alaïa-Maria Brenninkmeijer (2014)   | Alaïa-Maria Brenninkmeijer (2014)   | Alaïa-Maria Brenninkmeijer (2014) | Alaïa-Maria Brenninkmeijer (2014) |                                       |                                       | Xavier Brenninkmeijer (2015)          | Xavier Brenninkmeijer (2015)          | Xavier Brenninkmeijer (2015)              | Xavier Brenninkmeijer (2015)              | Xavier Brenninkmeijer (2015)              | Xavier Brenninkmeijer (2015)              |                                            |                                            | Anna van Lippe-Biesterfeld van Vollenhoven (2001) | Anna van Lippe-Biesterfeld van Vollenhoven (2001) | Anna van Lippe-Biesterfeld van Vollenhoven (2001) | Anna van Lippe-Biesterfeld van Vollenhoven (2001) | Anna van Lippe-Biesterfeld van Vollenhoven (2001) | Anna van Lippe-Biesterfeld van Vollenhoven (2001) |                                     |                                     | Lucas van Lippe-Biesterfeld van Vollenhoven (2002) | Lucas van Lippe-Biesterfeld van Vollenhoven (2002) | Lucas van Lippe-Biesterfeld van Vollenhoven (2002) | Lucas van Lippe-Biesterfeld van Vollenhoven (2002) | Lucas van Lippe-Biesterfeld van Vollenhoven (2002) | Lucas van Lippe-Biesterfeld van Vollenhoven (2002) |                               |                               | Felicia van Lippe-Biesterfeld van Vollenhoven (2005) | Felicia van Lippe-Biesterfeld van Vollenhoven (2005) | Felicia van Lippe-Biesterfeld van Vollenhoven (2005) | Felicia van Lippe-Biesterfeld van Vollenhoven (2005) | Felicia van Lippe-Biesterfeld van Vollenhoven (2005) | Felicia van Lippe-Biesterfeld van Vollenhoven (2005) |  |  | Isabella van Vollenhoven (2002) | Isabella van Vollenhoven (2002) | Isabella van Vollenhoven (2002) | Isabella van Vollenhoven (2002) | Isabella van Vollenhoven (2002) | Isabella van Vollenhoven (2002) |                                 |                                 | Samuel van Vollenhoven (2004)   | Samuel van Vollenhoven (2004)   | Samuel van Vollenhoven (2004) | Samuel van Vollenhoven (2004) | Samuel van Vollenhoven (2004) | Samuel van Vollenhoven (2004) |                        |                        | Benjamin van Vollenhoven (2008) | Benjamin van Vollenhoven (2008) | Benjamin van Vollenhoven (2008) | Benjamin van Vollenhoven (2008) | Benjamin van Vollenhoven (2008) | Benjamin van Vollenhoven (2008) |  |  | Emma van Vollenhoven (2006)              | Emma van Vollenhoven (2006)              | Emma van Vollenhoven (2006)              | Emma van Vollenhoven (2006)              | Emma van Vollenhoven (2006)              | Emma van Vollenhoven (2006)              |  |  | Pieter van Vollenhoven (2008) | Pieter van Vollenhoven (2008) | Pieter van Vollenhoven (2008) | Pieter van Vollenhoven (2008) | Pieter van Vollenhoven (2008) | Pieter van Vollenhoven (2008) |  |  | Nina van Vollenhoven (2007) | Nina van Vollenhoven (2007) | Nina van Vollenhoven (2007) | Nina van Vollenhoven (2007) | Nina van Vollenhoven (2007)   | Nina van Vollenhoven (2007)   |                               |                               | Eliane van Vollenhoven (2009) | Eliane van Vollenhoven (2009) | Eliane van Vollenhoven (2009) | Eliane van Vollenhoven (2009) | Eliane van Vollenhoven (2009) | Eliane van Vollenhoven (2009) |                      |                      | Willem van Vollenhoven (2013) | Willem van Vollenhoven (2013) | Willem van Vollenhoven (2013) | Willem van Vollenhoven (2013) | Willem van Vollenhoven (2013) | Willem van Vollenhoven (2013) |  |  | Isabel Guillermo (2009)   | Isabel Guillermo (2009)   | Isabel Guillermo (2009)   | Isabel Guillermo (2009)   | Isabel Guillermo (2009)   | Isabel Guillermo (2009)   |  |  | Julián Guillermo (2011)       | Julián Guillermo (2011)       | Julián Guillermo (2011)       | Julián Guillermo (2011)       | Julián Guillermo (2011)       | Julián Guillermo (2011)       |  |  | Joaquín Guillermo (2020) | Joaquín Guillermo (2020) | Joaquín Guillermo (2020) | Joaquín Guillermo (2020) | Joaquín Guillermo (2020) | Joaquín Guillermo (2020) |                        |                        | Carmen Guillermo (2023) | Carmen Guillermo (2023) | Carmen Guillermo (2023)            | Carmen Guillermo (2023)            | Carmen Guillermo (2023)            | Carmen Guillermo (2023)            |                                    |                                    | Kai Bodhi (2014) | Kai Bodhi (2014) | Kai Bodhi (2014) | Kai Bodhi (2014) | Kai Bodhi (2014) | Kai Bodhi (2014) |           |           | Numa Bodhi (2016) | Numa Bodhi (2016) | Numa Bodhi (2016) | Numa Bodhi (2016) | Numa Bodhi (2016)        | Numa Bodhi (2016)        |                          |                          | Aida Bodhi (2019)        | Aida Bodhi (2019)        | Aida Bodhi (2019) | Aida Bodhi (2019) | Aida Bodhi (2019) | Aida Bodhi (2019) |  |  |  |  |

## Hommages
En 1859, le compositeur hutois d'origine néerlandaise Godefroid Camauër dédie à Guillaume III son Ouverture Pastorale à grand orchestre. 

## Sources
- Jean-Charles Volkmann, Généalogie des rois et des princes, éditions Jean-Paul Gisserot, 1998.